# Biserica Sfântul Gheorghe - Mitropolia Veche din Iași

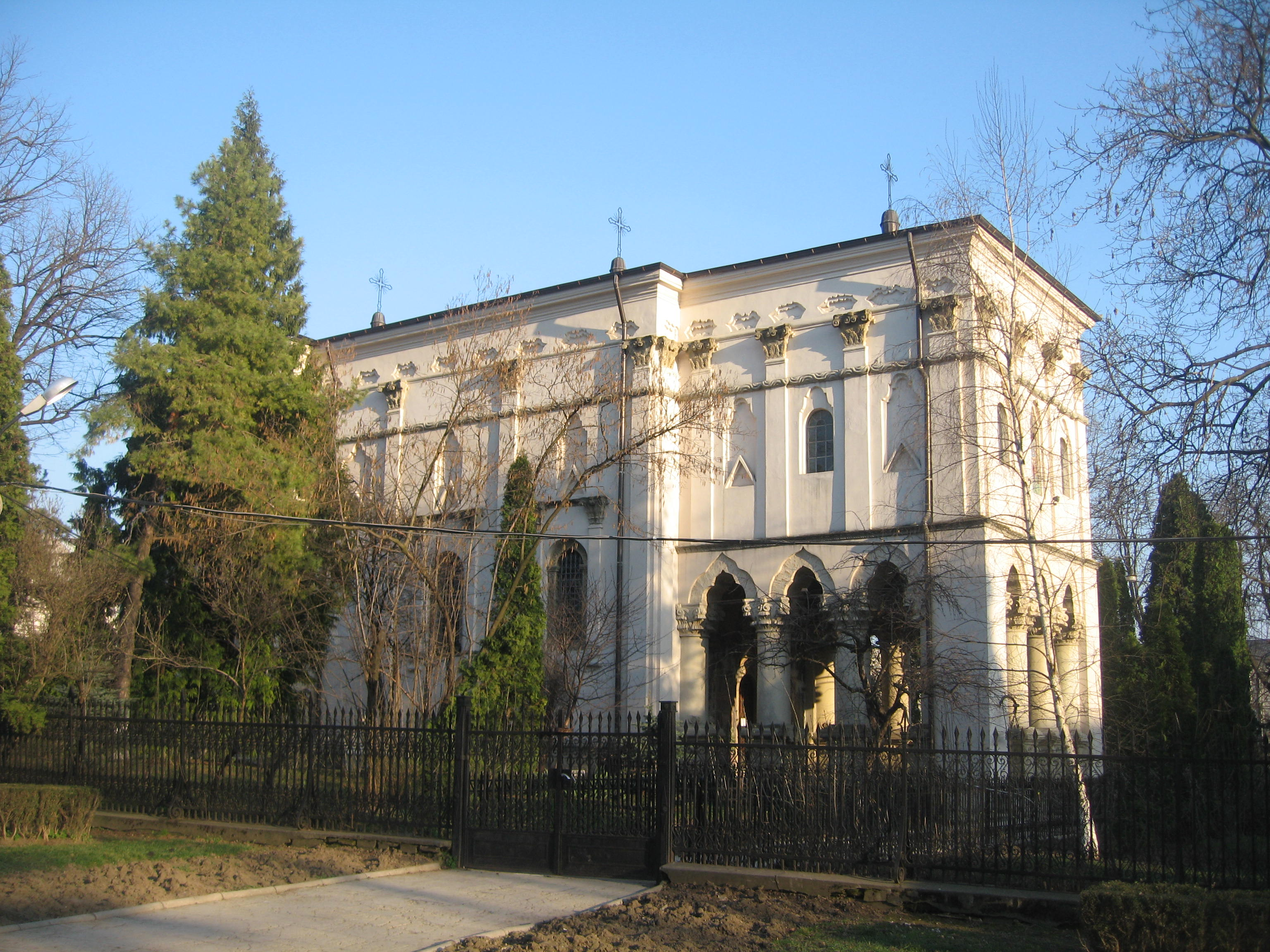
Biserica „Sf. Gheorghe” - Mitropolia Veche din Iași

Biserica „Sf. Gheorghe” - Mitropolia Veche din Iași este o biserică ortodoxă din municipiul Iași, care a fost construită în perioada 1761-1769 de către mitropolitul Gavriil Callimachi pentru a servi drept catedrală mitropolitană. Acest lăcaș de cult este situat în centrul orașului Iași, pe Bd. Ștefan cel Mare și Sfânt nr. 16, în incinta ansamblului Mitropoliei Moldovei și Bucovinei. Ea are două hramuri: "Sf. Gheorghe" (23 aprilie) și "Sf. Teodora de la Sihla" (7 august).
Acest lăcaș de cult este cunoscut astăzi sub denumirile de Mitropolia Veche sau Catedrala Veche. El a îndeplinit rolul de catedrală a Mitropoliei Moldovei până în anul 1887, când s-a sfințit o nouă catedrală în apropiere. În pridvor și în apropierea zidului nordic al bisericii se află mormintele mai multor mitropoliți ai Moldovei: Gavriil Callimachi (1760-1786), Leon Gheucă (1786-1788), Iacov Stamate (1792-1803), Meletie Lefter (1844-1848) și Sebastian Rusan (1950-1956).
Biserica "Sf. Gheorghe Vechi" din Iași a fost inclusă pe Lista monumentelor istorice din județul Iași din anul 2015, având codul de clasificare cod LMI IS-II-m-A-04069.02. Acest edificiu este inclus pe listă ca parte a Ansamblului Mitropoliei Moldovei și Bucovinei și are ca perioadă de datare anii 1758-1766.

## Istoric

### Construirea bisericii

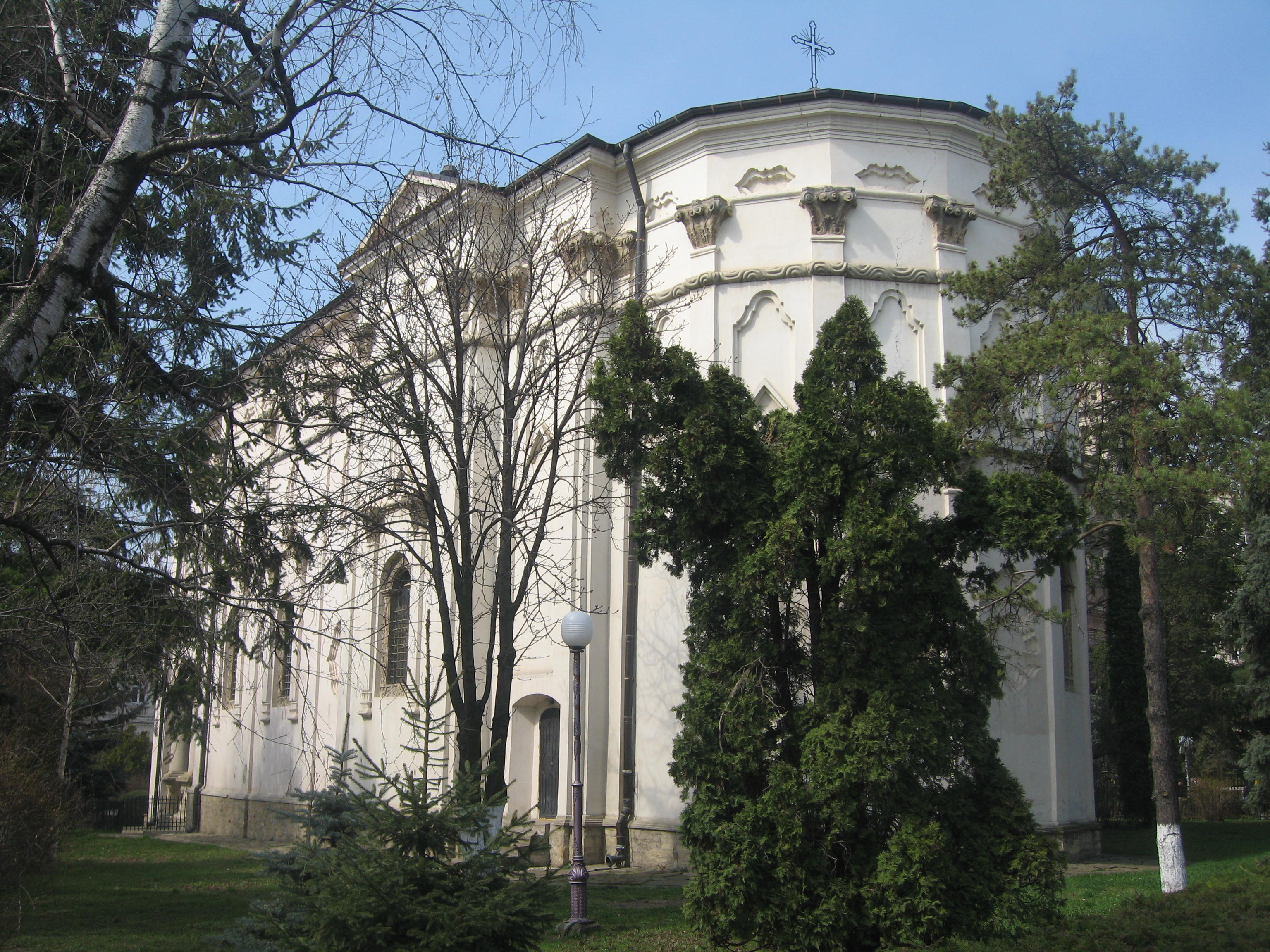
Vedere a bisericii dinspre sud-est

Biserica „Sf. Gheorghe” - Mitropolia Veche din Iași a fost construită prin strădania mitropolitului Gavriil Callimachi (1760-1786). În februarie 1760, mitropolitul Iacov Putneanul (1750-1760) a demisionat din funcție și s-a retras la Mănăstirea Putna, refuzând să dezlege afurisenia rostită de el la adresa dării văcăritului. Ca urmare a acestui eveniment, domnitorul Ioan Teodor Callimachi (1758-1761) i-a cerut patriarhului Constantinopolului să aprobe mutarea în scaunul de mitropolit al Moldovei a fratelui său, Gavriil Callimachi, care îndeplinea pe atunci funcția de mitropolit al Tesalonicului (1745-1760). La începutul păstoririi mitropolitului Gavriil, în Moldova au domnit fratele său, Ioan Teodor Callimachi (1758-1761), și nepotul său, Grigore Callimachi (1761-1764, 1767-1769).
Mitropolitul Gavriil Callimachi este atestat în calitate de ctitor al acestei biserici de inscripția de pe piatra sa de mormânt aflată în pridvorul bisericii pe care scrie că "au făcut bisărica sfăntului mare mucenic Georgie a mitropoliei, cu toate cele din lăuntru podoabe ale sale", precum și de o inscripție de pe un ceaslov tipărit în 1874 la Mănăstirea Neamț în care se spune că "(...) a făcut Biserica Sfântului mare mucenic Gheorghe a Mitropoliei cu toate cele dinlăuntru podoabe ale sale la anul 1761." 
Neexistând nicio pisanie, nu se cunoaște cu precizie perioada în care s-a construit această biserică. Bazându-se pe mai multe documente istorice în care se afirmă că acest lăcaș de cult era în construcție, episcopul Nestor Vornicescu, viitorul mitropolit al Olteniei, a presupus că Biserica „Sf. Gheorghe” a fost înălțată în perioada 1761-1769. Printre documentele citate de el se numără:
- un document din 1765 prin care diaconul Ursache dona jumătate din satul Șoldana "sfintei mănăstiri Sfântul Gheorghe ce se zidește aici în Eși, dinaintea Mitropoliei";
- un document din 1767 în care vistiernicul Toader Vârnav menționează de unele schimburi și danii ale sale făcute Sfintei Mănăstiri ce se face acum Mitropolie în orașul acesta al Iașului, unde se cinstește și se prăznuiește hramul Sfântului mucenic Gheorghe" și
- o însemnare din 1768 în care se vorbea de "Biserica Sfântului Gheorghe care se clădește acum prin sârguința Prea Sfinției Sale Mitropolitul Gavriil".

Nu se cunosc motivele pentru care s-a zidit această nouă catedrală. Episcopul Nestor Vornicescu presupune că la baza înălțării acesteia au stat și motive de ordin economic, urmașii unor ctitori care dăruiseră moșii Bisericii "Sf. Gheorghe" din Suceava (fostă catedrală mitropolitană) cerându-și moșiile înapoi pe motivul că noua catedrală mitropolitană de la Iași nu mai avea hramul "Sf. Gheorghe". Pentru a rezolva această situație, mitropolitul Gavriil Callimachi ar fi decis construirea unei noi catedrale mitropolitane, care să-l aibă ca protector pe Sf. Gheorghe.
Indiferent de motivele care au stat la baza construirii acestei catedrale, atribuirea hramului Sfântului Gheorghe și-a dovedit utilitatea după ocuparea nordului Moldovei (Bucovina) de către austrieci (1775). În anul 1782, noile autorități habsburgice stabilite acolo au intenționat confiscarea moșiilor mănăstirilor din zona ocupată. Mitropolitul Gavriil Calimachi a ripostat susținând că odată cu mutarea reședinței mitropolitane la Iași, posesiunile respective nu mai aparțineau bisericii "Sf. Gheorghe" din Suceava, fiind transferate noii catedrale mitropolitane din Iași, care avea același hram.

### Catedrală mitropolitană a Moldovei
La început, Biserica "Sf. Gheorghe" purta numele de mănăstire și era despărțită de Biserica Stratenia printr-un zid care a fost dărâmat în anii '60 ai secolului al XVIII-lea. Până la construirea acestei biserici, rolul de catedrală a Mitropoliei Moldovei era îndeplinit de Biserica Stratenia (demolată în 1833).
După sfințirea sa, Biserica "Sf. Gheorghe" a devenit pentru mai mult de un secol catedrală mitropolitană, în care erau hirotoniți ierarhii Moldovei și în care se desfășurau marile ceremonii bisericești. Vechea catedrală, Biserica Stratenia, a rămas de atunci pentru folosul duhovnicesc al profesorilor și elevilor Academiei Domnești fondată sau reorganizată în 1765 de către domnitorul Grigore al III-lea Ghica (1764-1767, 1774-1777) pe locul actualului bust al lui Gavriil Musicescu.
În această biserică s-a adunat poporul într-o zi de târg din anul 1775, plecând în frunte cu mitropolitul Gavriil Callimachi, în sunetul clopotelor, la Curtea Domnească pentru a cere înlăturarea din slujbă a unui demnitar acuzat de multe nedreptăți. Aici a slujit de mai multe ori Patriarhul Avram al II-lea (1775-1787) al Ierusalimului în anul 1781 și tot aici au fost aleși ca episcopi Iacov Stamate (la 9 decembrie 1782) și Veniamin Costachi (la 26 iunie 1792).
În incendiul din vara anului 1785, când au ars curțile domnești, a luat foc și Biserica "Sf. Gheorghe". Domnitorul Alexandru Mavrocordat al II-lea (1785-1786) s-a mutat în reședința mitropolitană, iar mitropolitul Leon Gheucă (1786-1788) s-a mutat temporar la Mănăstirea Golia. Stricăciunile produse de incendiul din 1785 au fost reparate de mitropolitul Iacov Stamate (1792-1803).
În timpul Războiului Ruso-Turc din 1787-1792, mitropolitul Leon Gheucă a cedat rușilor această biserică pentru ca aceștia să-și țină acolo slujbele religioase.

### Construirea noii catedrale

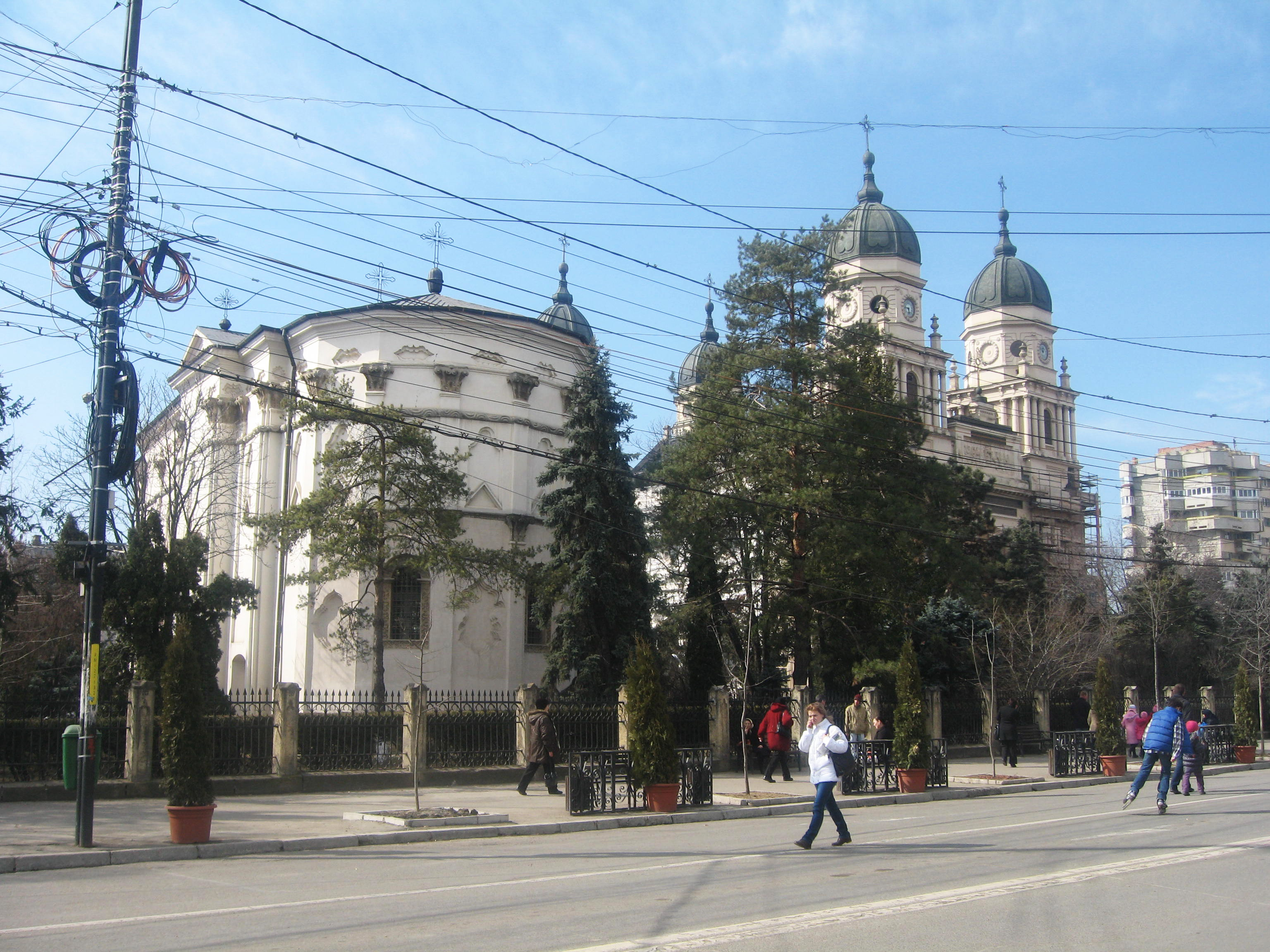
Biserica „Sf. Gheorghe” şi Catedrala Mitropolitană din Iași

Catedrala mitropolitană a fost afectată de cutremure și de incendii, potrivit documentelor vremii. Printr-un hrisov din 8 august 1826, domnitorul Ioniță Sandu Sturdza (1822-1828) făcea apel la toată populația Moldovei să contribuie la construirea unei noi catedrale mitropolitane, din cauza faptului că "cele două în care astăzi se mărginește această sfântă mitropolie sunt pe lângă vechime, mici și stricate, zdruncinate de cutremur și de primejdii și urmează neapărat zidirea din nou a unui sfânt lăcaș al mitropoliei cu clopotnița sa împreună".
Un an mai târziu, în incendiul din 19 iulie 1827 au ars clădirea în care era depozitată arhiva, clădirea Academiei Domnești și acoperișurile bisericilor Stratenia și Sfântul Gheorghe. Biserica "Sf. Gheorghe" a fost consolidată prin grija mitropolitului Veniamin Costachi, cu acest prilej fiind refăcută și catapeteasma cu ajutorul săpătorului Vasile și al poleitorului Vasile Biblarechi, în perioada 6 iulie 1830 - 20 iulie 1831.
Biserica Stratenia a fost demolată în lunile aprilie - iulie 1833, după care, pe locul ei, s-a început construirea noii catedrale mitropolitane. Biserica "Sf. Gheorghe" a rămas să îndeplinească mai departe rolul de catedrală mitropolitană până la sfințirea noii catedrale. Mitropolitul Sofronie Miclescu a adresat domnitorului Grigore Alexandru Ghica (1849-1856), la 14 decembrie 1854, o cerere pentru repararea Catedralei "Sf, Gheorghe", arătând că este primejdios să slujească în catedrala nouă.
Noua catedrală a fost în întregime zidită și acoperită în 1839, dar, din cauza calculării eronate a greutății boltei, aceasta din urmă a produs crăpături în ziduri, fiind dată jos până la urmă. S-a construit apoi o boltă din lemn care, în vara anului 1857, s-a prăbușit cu mare zgomot. Mitropoliții Moldovei au cerut în repetate rânduri sprijinul autorităților pentru terminarea lucrărilor la catedrală, dar abia în anul 1880 corpurile legiuitoare au votat reclădirea catedralei pe cheltuiala statului.
La 23 aprilie 1887, de praznicul Sfântului Gheorghe, a avut loc slujba de sfințire a noii catedrale mitropolitane de către un sobor de arhierei în frunte cu mitropolitul Iosif Naniescu, în prezența regelui Carol I al României. În acea zi, în sunetul clopotelor, s-au mutat moaștele sfinților din altarul catedralei vechi în altarul al catedralei noi. Noua catedrală a primit pe lângă hramul Întâmpinarea Domnului (preluat de la Biserica Stratenia) și pe cel al Sfântului Gheorghe (preluat de la catedrala veche).
După inaugurarea noii catedrale, în Biserica „Sf. Gheorghe” nu s-a mai slujit decât sporadic, când s-au efectuat reparații la catedrala nouă sau de anumite sărbători religioase, ea fiind păstrată ca monument istoric.

### Restaurări

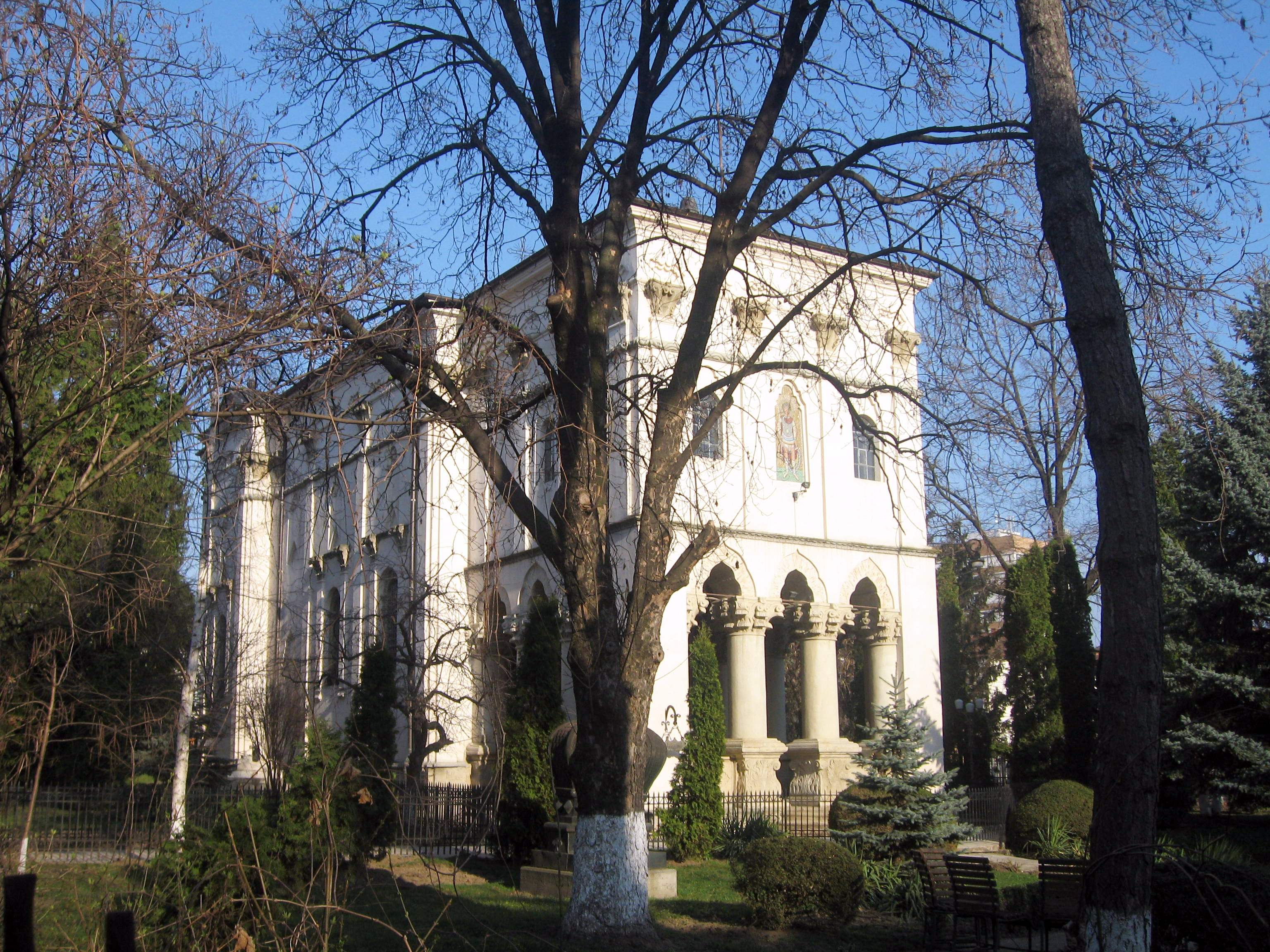
Vedere dinspre nord-vest

După al doilea război mondial, această biserică a fost restaurată între anii 1950-1952 de către mitropolitul Sebastian Rusan (1950-1956), al cărui mormânt se află în exterior, lângă peretele nordic al edificiului. După înscăunarea ca mitropolit a lui Iustin Moisescu (1957-1977), s-au efectuat importante lucrări de consolidare în exteriorul și interiorul bisericii.
Odată finalizate aceste lucrări, Catedrala Veche a devenit muzeu mitropolitan, aici fiind expuse mai multe artefacte bisericești cu valoare istorică: vechi tipărituri bisericești, manuscrise vechi, icoane și broderii lucrate cu măiestrie, părți din frescele vechi de la bisericile "Sf. Nicolae Domnesc" și "Sf. Trei Ierarhi" extrase cu prilejul restaurărilor efectuate la aceste monumente istorice la sfârșitul secolului al XIX-lea, un policandru cu inițialele lui Vasile Lupu, adus de la Sf. Trei Ierarhi, un alt policandru cu brațele înmănunchiate în crenguțe și frunze, lucrat în 1844 în timpul mitropolitului Meletie Lefter, două sfeșnice din vremea lui Vasile Lupu ș.a.
În timpul păstoririi la Iași a mitropolitului Teoctist Arăpașu s-au efectuat noi lucrări de restaurare în anii 1981-1985. După înlăturarea de la putere a regimului comunist în decembrie 1989, mitropolitul Daniel Ciobotea a dispus efectuarea unor lucrări de înnoire a acestui lăcaș de cult: s-au pictat în frescă pereții interiori ai bisericii de către profesorul Vasile Buzuloiu și ucenicii săi (1997-1999), s-au restaurat catapeteasma, strana domnească și cea arhierească și s-a amplasat un mozaic în stil bizantin în pridvorul deschis al bisericii, acesta fiind realizat de către echipa meșterului Virgil Moraru (1999-2000).
Cu binecuvântarea mitropolitului Daniel, acest lăcaș de cult a fost redat cultului divin în 1999, adăugându-i-se hramul Sfânta Teodora de la Sihla și fiind astfel rânduită ca locaș de închinare pentru obștea călugărițelor de la Centrul eparhial Iași. Biserica "Sf. Gheorghe" - Mitropolia Veche a fost resfințită la 22 mai 2000 de către Christodoulos Paraskevaides, arhiepiscopul Atenei și al întregii Elade și primat al Bisericii Ortodoxe a Greciei, împreună cu mitropolitul Daniel Ciobotea al Moldovei și Bucovinei.

## Descrierea bisericii

### Arhitectura

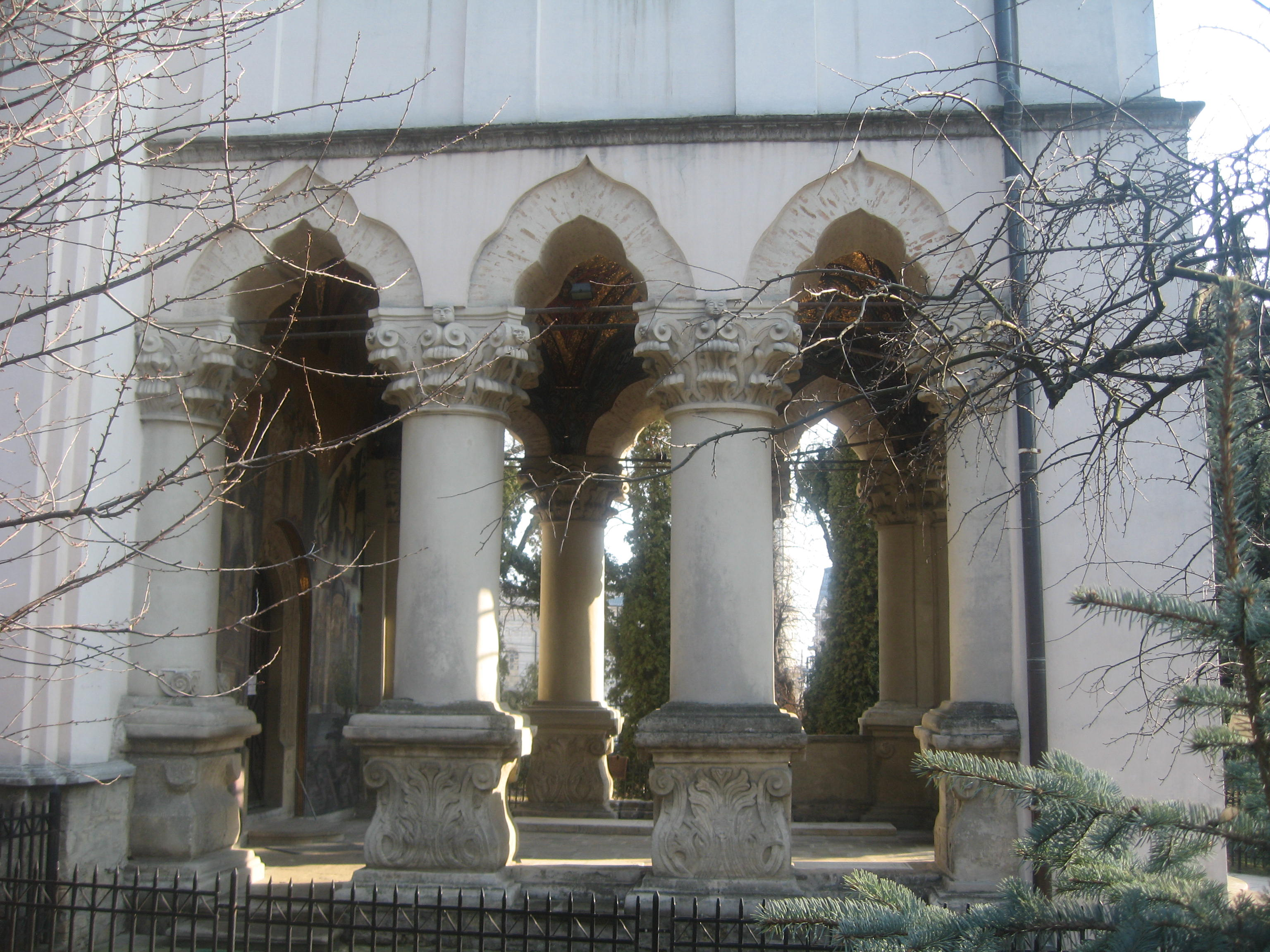
Pridvorul deschis al bisericii este susţinut de pilaștri angajați cu capiteluri în stil corintic

Biserica „Sf. Gheorghe”- Mitropolia Veche prezintă trăsături arhitecturale comune cu cele ale mai multor biserici zidite în aceeași perioadă: Biserica „Sf. Teodori”, Biserica Curelari ș.a. Edificiul are o bogată ornamentație în relief în care se îmbină barocul constantinopolitan cu influențe din clasicismul rus.
Edificiul era compus inițial din exonartex, pronaos, naos și altar. La începutul secolului al XIX-lea s-au efectuat unele modificări în urma cărora au dispărut bolțile și turlele. Atunci au fost adăugate frontonul dinspre vest și cele de deasupra absidelor laterale.
Fațada este fragmentată de pilaștri angajați cu capiteluri în stil corintic. În registrul inferior al fațadei se află ocnițe cu partea superioară în arc frânt și cu cea inferioară în triunghi. Deasupra lor, lăcașul de cult este înconjurat de jur împrejur de un brâu împletit. În registrul superior, fațada este împodobită cu un fel de ocnițe polilobate.
În prezent, biserica are un acoperiș simplu și destul de jos, care are în interior o boltă puțin arcuită.

### Iconografia
Catapeteasma bisericii este realizată din lemn de tei aurit, în stil baroc. Ea impresionează prin ornamentele vegetale (frunze de viță cu ciorchini, floarea soarelui) și zoomorfe (leul, grifonul, cerbul cu crucea între coarne, vulturul bicefal, o pasăre cu șarpele în ghiare etc.) care se întrețes cu vrejuri aurite într-o decorație deosebit de armonioasă și abundentă. Deasupra ușilor împărătești este sculptată stema Moldovei.
Unele icoane de pe catapeteasmă, printre care icoana Mântuitorului și cea a Sfântului Gheorghe, au fost pictate de Eustațiu Altini în anul 1805. Icoana Maicii Domnului, realizată de un pictor necunoscut pe vremea mitropolitului Gavriil Callimachi, are în partea de jos, la mijloc, umătoarea inscripție: "Pomenește Doamne pe robul tău Gavriil arhiereul".

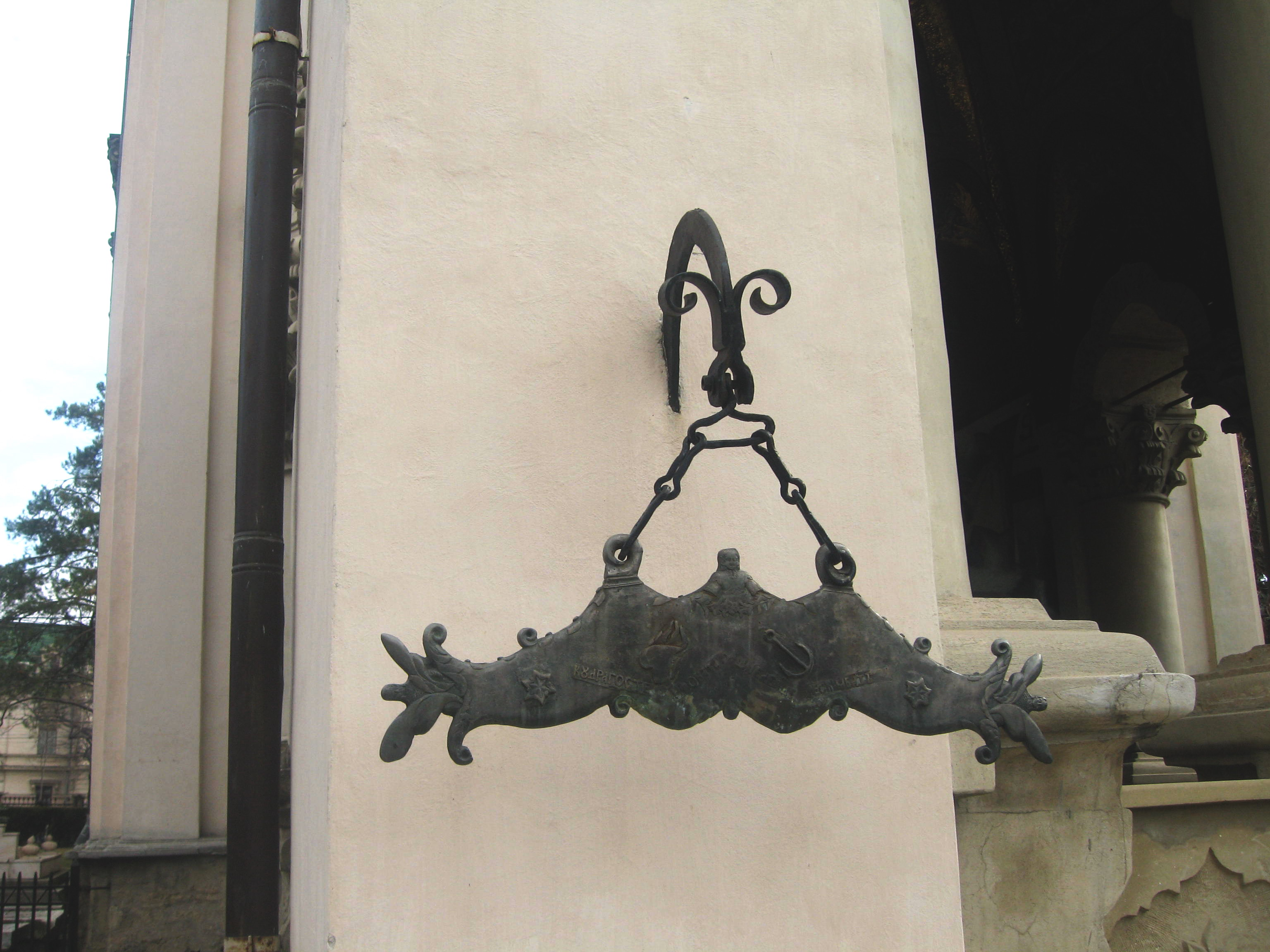
Toaca de metal

Pereții interiori sunt pictați în frescă în stil neobizantin. Pictura murală a fost realizată în perioada 1997-1999, de către profesorul Vasile Buzuloiu și ucenicii săi. Ea impresionează prin abundența și frumusețea imaginilor. Pe peretele vestic al pronaosului este reprezentată scena Judecății de Apoi. În afară de scenele biblice și de figurile sfinților (în principal sfinți de origine română), sunt pictați și înalți ierarhi cum ar fi mitropoliții Veniamin Costachi și Iosif Naniescu purtând în mâini chivotul noii catedrale mitropolitane, mitropoliții Petru Movilă, Varlaam Moțoc și Dosoftei Bărilă (înainte ca aceștia să fie canonizați), mitropolitul Gavriil Callimachi (ctitorul acestei biserici), patriarhul Teoctist Arăpașu și mitropolitul Daniel Ciobotea, precum și arhimandritul Cleopa Ilie care a predicat în această biserică.
În pridvorul deschis al bisericii, pe peretele estic și pe boltă, s-a amplasat un mozaic în stil bizantin realizat în anii 1999-2000 de echipa meșterului Virgil Moraru. Acest mozaic cuprinde patru scene din Paradis și evenimentul aducerii moaștelor Sfântului Apostol Andrei la Iași, în perioada 12-19 octombrie 1996. Mozaicul de pe boltă cuprinde patru scene: Crearea viețuitoarelor, Crearea omului, Căderea în păcat și Alungarea lui Adam din rai.
Mozaicul aducerii moaștelor Apostolului Andrei la Iași se află pe peretele estic și cuprinde cinci scene. În registrul inferior sunt reprezentate Catedrala Mitropolitană din Iași (în stânga intrării) și Catedrala Sfântul Andrei din Patras (în dreapta intrării). În registrul superior sunt reprezentate trei scene: coborârea din avion a raclei cu moaștele Apostolului Andrei, procesiunea cu moaștele având în frunte pe mitropoliții Nikodimos Vallindras al Patrasului și Daniel Ciobotea al Moldovei și Bucovinei și urcarea moaștelor în avion.

### Obiecte de patrimoniu
La intrarea de pe latura vestică în pridvorul bisericii se află o Toacă de metal, de forma unei acolade stilizate, având la vârfuri două capete de dragoni cu gurile deschise. Pe fața toacei sunt imprimate în relief două stele, o torță și o ancoră, o femeie și un motiv floral, precum și o inscripție cu caractere chirilice: "Cu dragoste înfocată și nedejde neschimbată". Pe spatele acestui obiect metalic se află următoarea inscripție: "S-a făcut de Prea Sfințitul Mitropolit Veniamin, la anul 1821".

## Morminte
În pridvorul deschis al bisericii se află patru pietre de mormânt. Acestea sunt ale următorilor:
- Gavriil Callimachi (c. 1710 - 20 februarie 1786) - mitropolit al Salonicului (1745-1760) și mitropolit al Moldovei (1760-1786), ctitorul acestei biserici. Placa sa de mormânt din marmură se află în sud-vestul pridvorului. Pe ea este următoarea inscripție în limba română cu caractere chirilice: "Supt aciastă piatră odinește robul lui Dumnezeu, fericiturl întru pomenire Gavriil Mitropolitul Moldaviei, frate după trup răposatului Domn Ioan Theodor Callimache, carele de metania sa au fost de la Sfănta Mănăstire Putna și după ce au arhieratesit dintăi în scaunul mitropoliei Salonicului, în anul 1760 fevruarie 20, sau așezat la scaunul mitropoliei Moldaviei unde au arhieratesit 26 ani. Au făcut bisărica sfăntului mare mucenic Georgie a mitropoliei, cu toate cele din lăuntru podoabe ale sale. La anul 1786 fevruarie 20, sa mutat la veșnicile lăcașuri pe carele (Dumnezeu) săl odihnească și împărăției sale săl învrednicească."
- Leon Gheucă (c. 1730 - decembrie 1788) - episcop al Romanului (1769-1786) și mitropolit al Moldovei (1786-1788) și unele rude ale mitropolitului Veniamin Costache. Placa lor de mormânt din marmură se află în sud-estul pridvorului. Pe ea este următoarea inscripție în limba română cu caractere chirilice: "Supt aciastă piatră zac trupurile adormiților lui Dumnezeu: a lui Costantin Costache ce sau poriclit și Negel, marele logofet, carele sau săvărșit la anul de la nașterea măntuitorului 1734 și a monahiei Elisaveta, soția sa, care sau săvărșit la anul 1745 și a lui Theodor Costache ce sau poriclit Venin marele spatariu și a lui Leon Geuca mitropolit Moldaviei carele sau săvărșit la anul 1788 și a lui Mathei Costache marele postelnic carele sau săvărșit la anul 1808."
- Iacov Stamate (1749 - 9 martie 1803) - episcop al Hușilor (1782-1792) și mitropolit al Moldovei (1792-1803). Placa sa de mormânt din marmură se află în nord-vestul pridvorului. Pe ea este următoarea inscripție în limba română cu caractere chirilice: "Supt această marmură aliasă dintralte, să odihnește trupul mitropolitului Iacov Stamate, carele la anul 1749 în lume sa născut și la anul 1764 april 3 călugăr sau făcut și în urmă dichiu sfintei mitropolii vrednic au stătut pănă cănd la anul 1782 dechemvrii 16 episcop la Huș sau suit, pre carele milostivul (Dumnezeu) acel pre înaltu la anu 1792 iunii 21 la scaonul mitropolii lau înălțatu, carele în curgere de 21 ani ce au păscut turma lui, cu bunătate săvărșitau multe trebuincioasă zidiri la Huș, la Niamțu și Iaș, precum la toți place. La mart 9 1803 au împlinit ce după lume obștiasca datorie, cu toată cinste sa, întra Moldaviei sfănta mitropolie, precum vom urma și noi cești rămași în lume. Priimește Doamne sufletul său la cerescul tău bine, toți deobște ne rugăm zicăndu (Dumnezeu) să erte ca și pe noi păcătoșii după faptele noastre să nu ne certe." Cuvântul Dumnezeu este șters cu dalta în două locuri de pe placă, el fiind dedus din contextul frazelor.
- Meletie Lefter (1777 - 20 iunie 1848) - episcop al Hușilor (1803-1826), episcop al Romanului (1826-1844) și mitropolit al Moldovei și Sucevei (1844-1848). Placa sa de mormânt din piatră se află în nord-estul pridvorului. Pe lespedea sa funerară este următoarea inscripție în limba română cu caractere latine: "Aice reposaḑa Jnalt Preosfinția Sa Meleti Metropolitu Moldovei și Sucevei sâvârșit din vieața 1848 luna junie 20 și Fratele Eminenției Sale Nicolai Dimitrescu."
- Constantin Costache (d. 1734) - mare logofăt. După cum relatează cronicarul Ion Neculce, marele logofăt Constantin Costache, poreclit Negel din cauza faptului că avea un neg pe nas, a murit la 29 februarie 1736 (pe piatra sa funerară pusă ulterior este scris anul 1734), pe drumul spre biserica Mănăstirii Sucevița, unde urma să ia parte la liturghia duminicală. Acesta sosise la mănăstire cu o seară înainte și șezuse la masă cu egumenul și cu mazilii, mâncând bine. A doua zi a amețit pe drumul spre biserică și a căzut; a fost dus în chilie, murind acolo după o oră. Corpul său neînsuflețit a fost transportat la Iași, unde "i-au eșitu vodă înainte și cu toată boerime, și l-au îngropat la Mitropolii, afară, lângă ușe bisericii, c-așe ș-au poftit iel, să nu-l îngrope în biserică. Și mare cinste i-au făcut la îngropare; și mai mulți omeni strîga "Dumnedzău să-l erte" decât "să nu-l erte". (...) Făcutu-i-au și giupâniasa lui, unde l-au îngropat, mormânt di piatră frumos, ca s rămâe di pomeniri." [20] Cum această biserică încă nu fusese construită, rezultă că marele logofăt fusese înmormântat lângă ușa Bisericii Stratenia, care îndeplinea pe atunci rolul de catedrală mitropolitană.

Pietrele funerare ale mitropoliților Gavriil Callimachi (1786) și Leon Gheucă (1788) au fost puse abia în 1808 de către mitropolitul Veniamin Costachi.
Lângă peretele nordic al bisericii se află și alte pietre de mormânt, printre care și cele ale următorilor:
- Maria Buhuș (d. 1703), fiica lui Chiriac Sturza și soția logofătului Ioan Buhuș, plus cei doi copii ai lor: Catrina și Andrei (d. 1687). Pe piatra lor de mormânt este următoarea inscripție în limba română cu caractere chirilice: "Aicea odihnește roaba lui Dumnezău Maria giupâneasa dumesale lui Ion Buhuș biv vel logofăt, fata lui Chiriac Sturzii, care sa prestăvit la primeneala doa domnie a lui Constantin Duca Vod. Văleat 7211 iulii. + și împreună cu cuconii săi Catrina și Andrei care cu limbă de moarte sau rugat să pue la un loc cu măsa împreună. La veacinici lăcașuri prestăvitusau cuconii aceștia la văleat 7195."
- Smaranda Ghica (1720 - 22 ianuarie 1738) - fiica domnitorului Grigore Ghica al II-lea (1726-1733, 1735-1739, 1739-1741 și 1747-1748), soția spătarului Arăpache Vlasto. Pe piatra sa de mormânt se află stema Moldovei și sub ea o inscripție în limba greacă, în versuri homerice, pe care profesorul Nikolaos G. Dossios a tradus-o astfel în lucrarea sa "Studii greco-române" (Tipografia H. Goldner, Iași, 1902):[21]

"Aci zace sub pământ după moartea

Prea strălucita Domniță, nobila Smaranda;

Fiică a piosului Egemon al întregei Dacie

Domnul Grigorie Ghica, fruntașul 

Celor din Bizanț, atât pentru strălucirea neamului

cât și pentru piositate.

În anul 1738, Ianuar 22."
- Nicolae Stratulat (1763 - 4 noiembrie 1818) - hatman al Moldovei. Pe placa de marmură este reprezentat blazonul familiei sale sub care se află următoarea inscripție în versuri cu caractere chirilice:

"Supt această piatră

odihnind să află

cel plin de blăndeți

și de bunătăți 

robu a lui Dumnezeu adivărat 

Neculaiu Stratulatu 

fiind nemu slăvi pămintescu 

cei zăcu Mironescu 

cari în viiați au stat

îndreptătoriu curat

hatman ocărmuitor 

norodului oblăduitoriu 

logofăt mari fără răutati 

săraci îș afla dreptati

și întru blăndeți 55 ani au trăit

în anu 1818 noemviri 4 sau săvărșit

lăsăndu nu puțină jeli sau grăbit a trece

întru a raiului disfătari dorindu a pitrece

pentru cari rog pi toți ăcei ci vor voi să cetească

pre acestu trecut din viață toți săl pomenească

rugăndu pre adivăratul Dumnezeu

pentru ertare păcatelor sufletului său

că toți cei ci pitrecem supt soare 

săntem datori a ni ruga unul pentru altu fiișticare

ca și dmnevostră să aflaț miluiri 

la a raiului prin HS priimiri."
- Lazăr Asachi (1757 - 18 octombrie 1825) - tatăl cărturarului Gheorghe Asachi; era preot, s-a călugărit în 1820 cu numele de Leon; a fost arhimandrit mitrofor, vicar al Mitropoliei Moldovei (1821-1822)
- Ralița Cantacuzino-Deleanu (1763-1837) - fiica domnitorului Grigore Callimachi (1761-1764, 1767-1769), s-a căsătorit la 16 mai 1776 cu marele comis Matei Cantacuzino-Deleanu
- Sebastian Rusan (22 septembrie 1884 - 15 septembrie 1956) - episcop al Maramureșului (1947-1948), arhiepiscop al Sucevei și Maramureșului (1948-1950) și arhiepiscop al lașilor și mitropolit al Moldovei și Sucevei (1950-1956). Mormântul său se află în exteriorul bisericii, lângă peretele nordic. Pe placa de marmură este următoarea inscripție: "Aici odihnește adormitul în Domnul Sebastian Rusan mitropolitul Moldovei și Sucevei * 22 septembrie 1884 + 15 septembrie 1956."

## Imagini

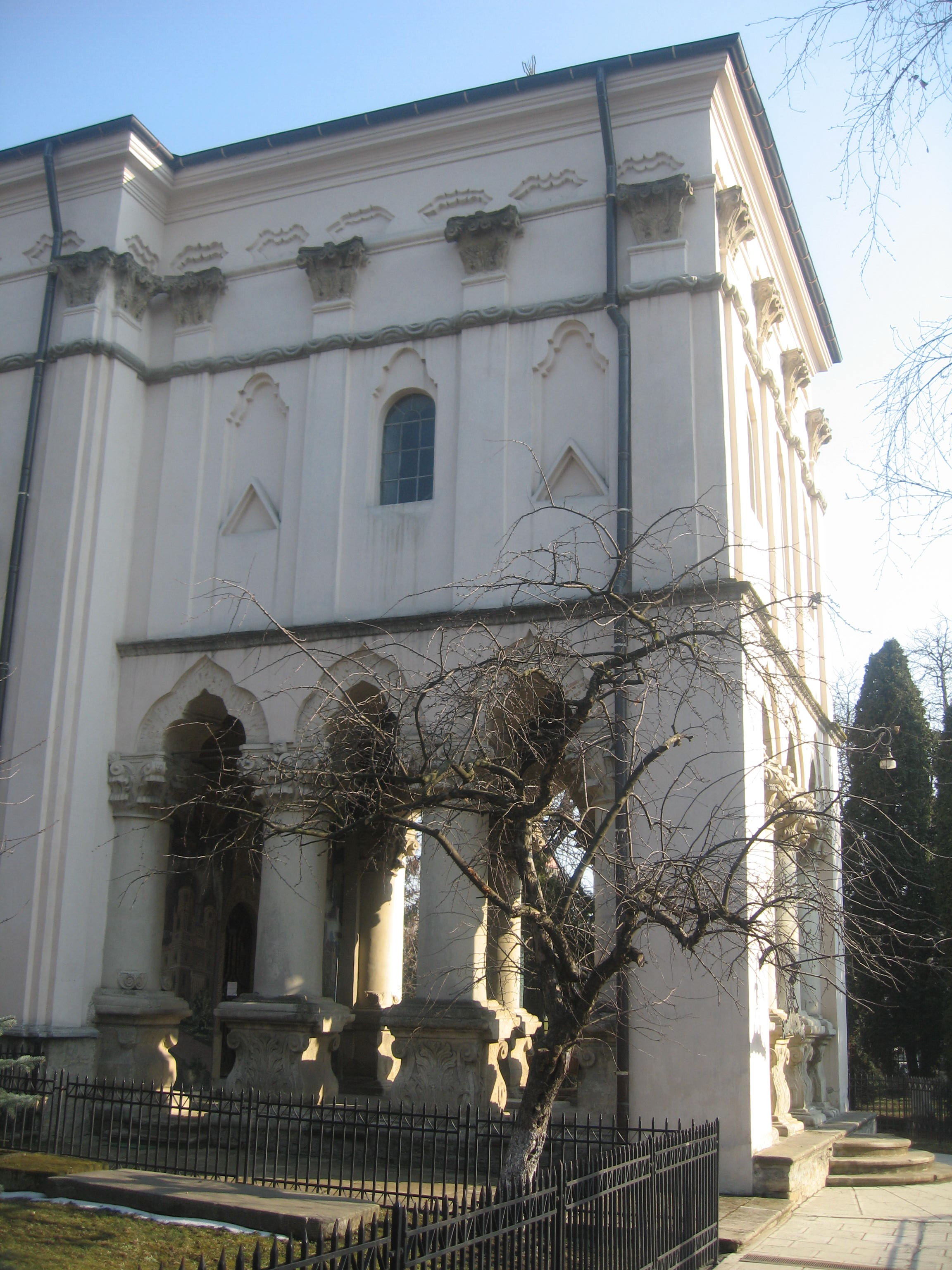
Pridvorul deschis
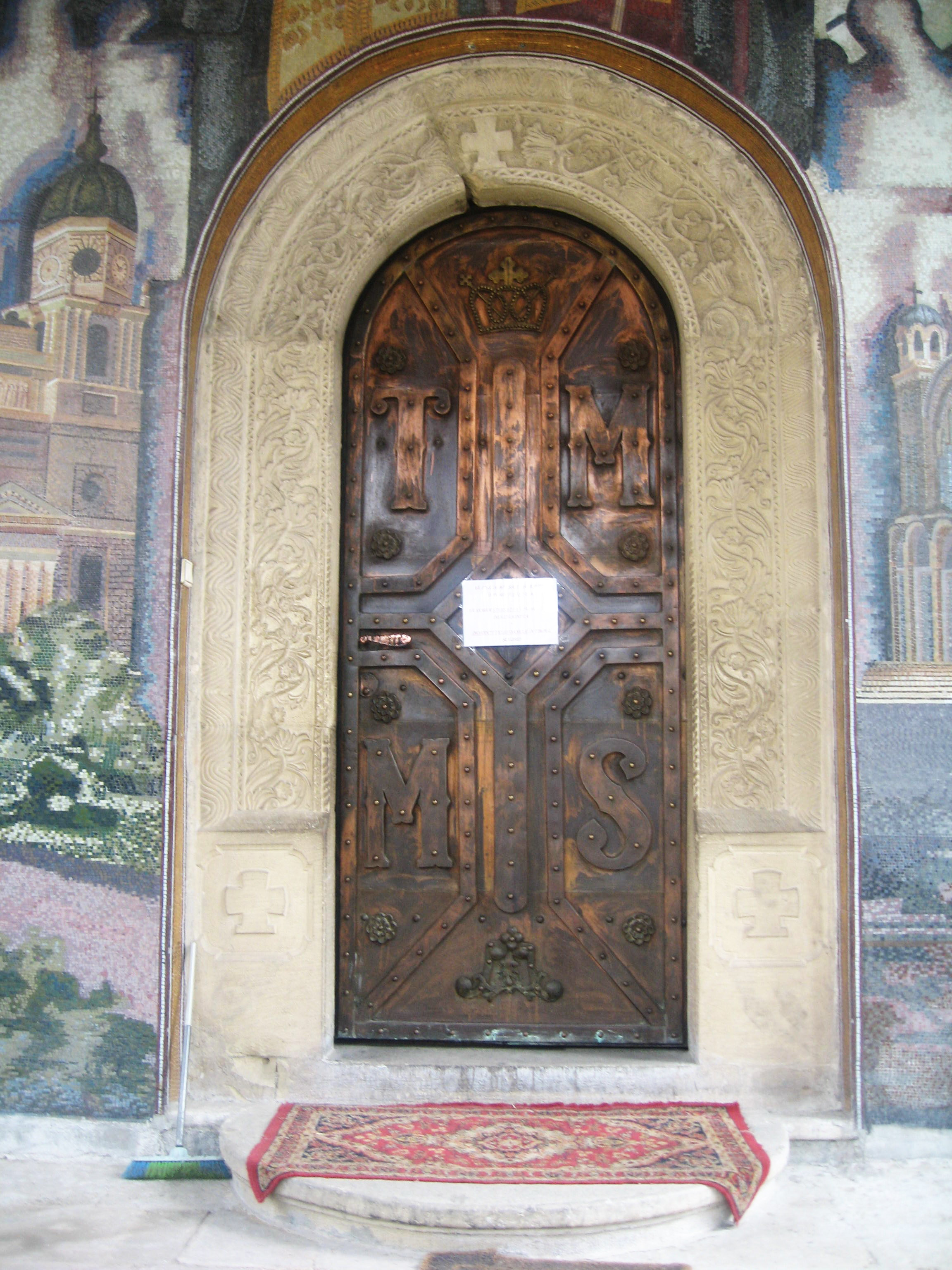
Portalul de intrare în biserică
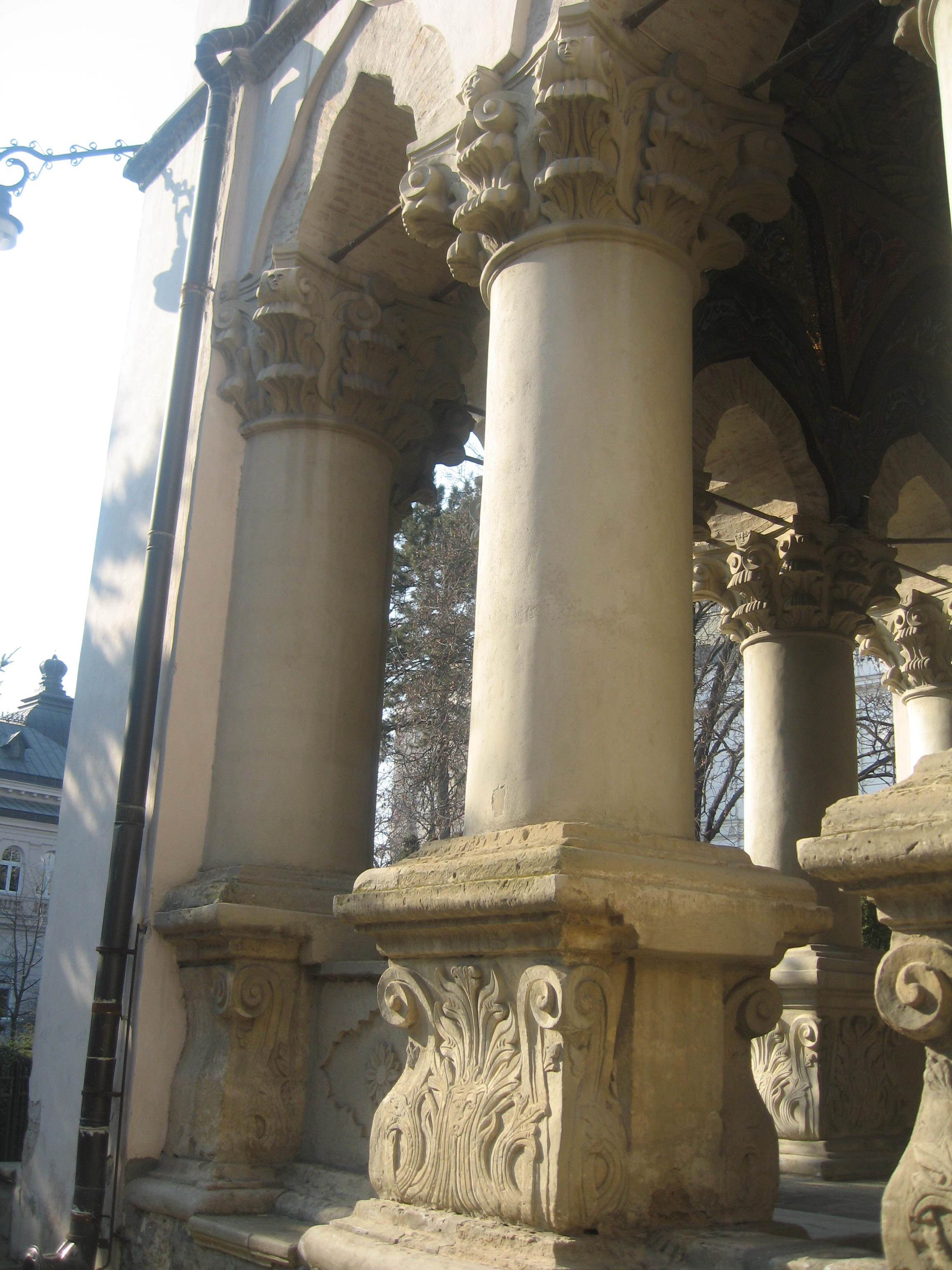
Pilastru cu capiteluri în stil corintic
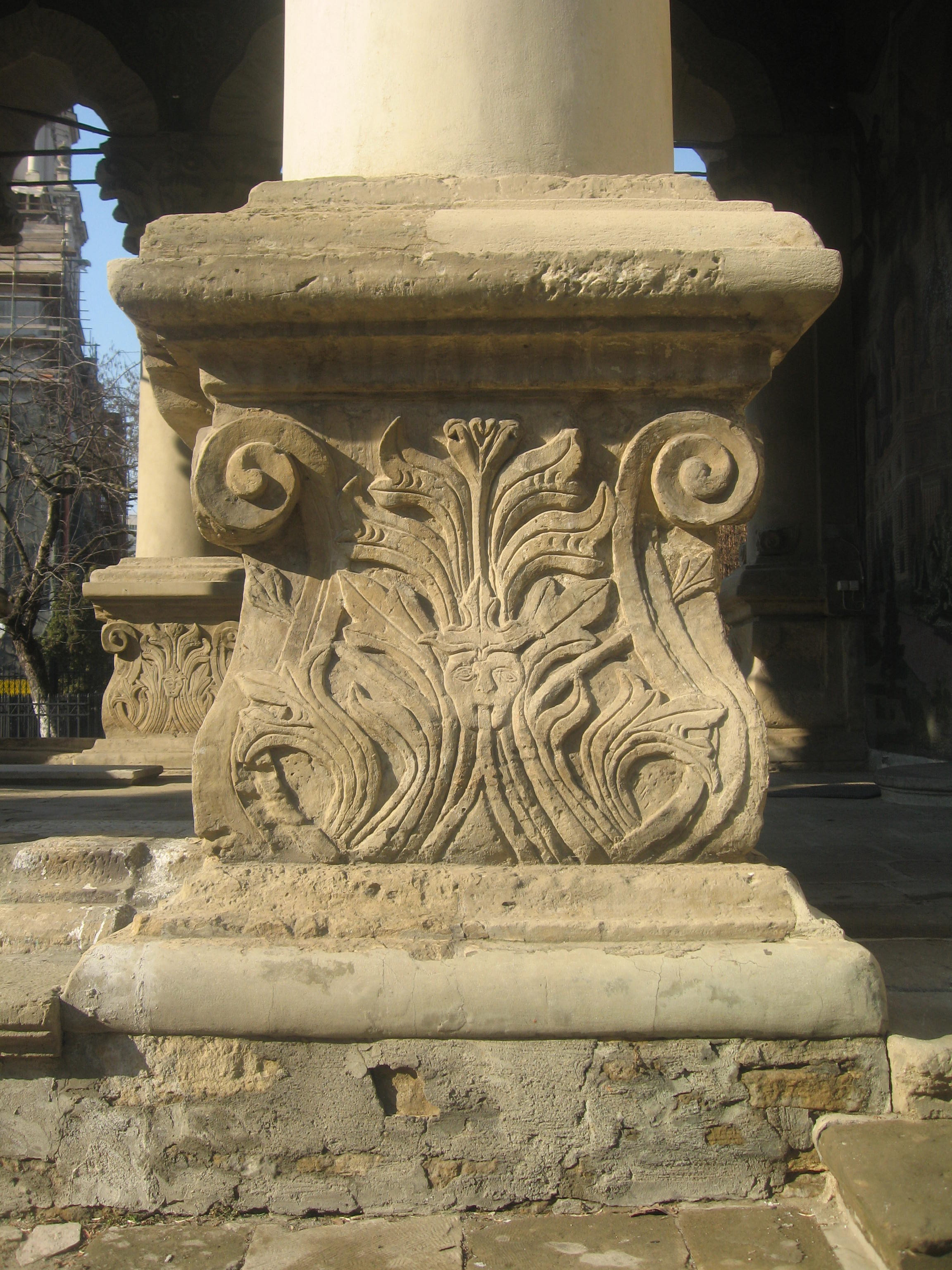
Detaliu al unui pilastru
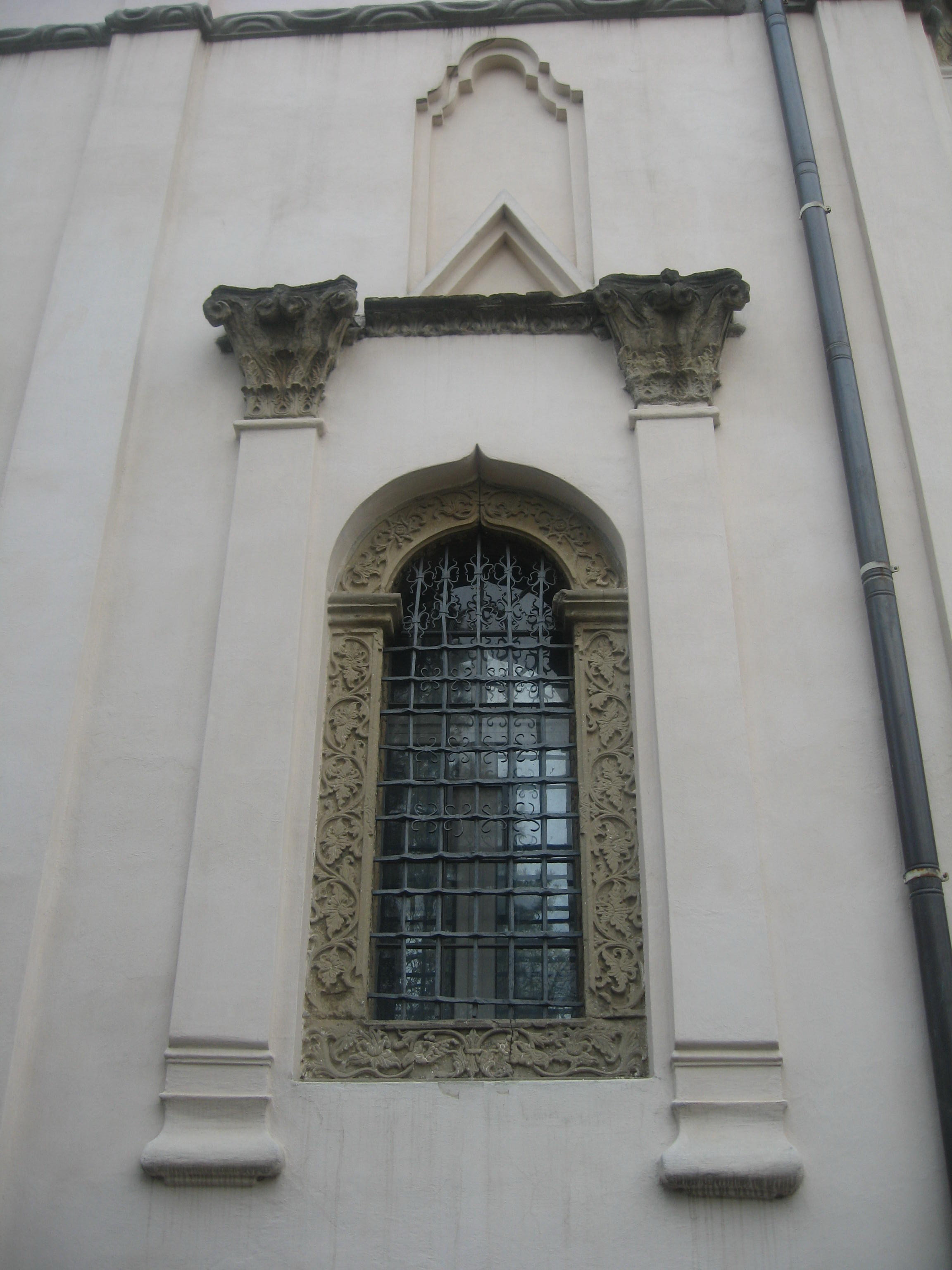
Ornamentaţii în jurul unei ferestre
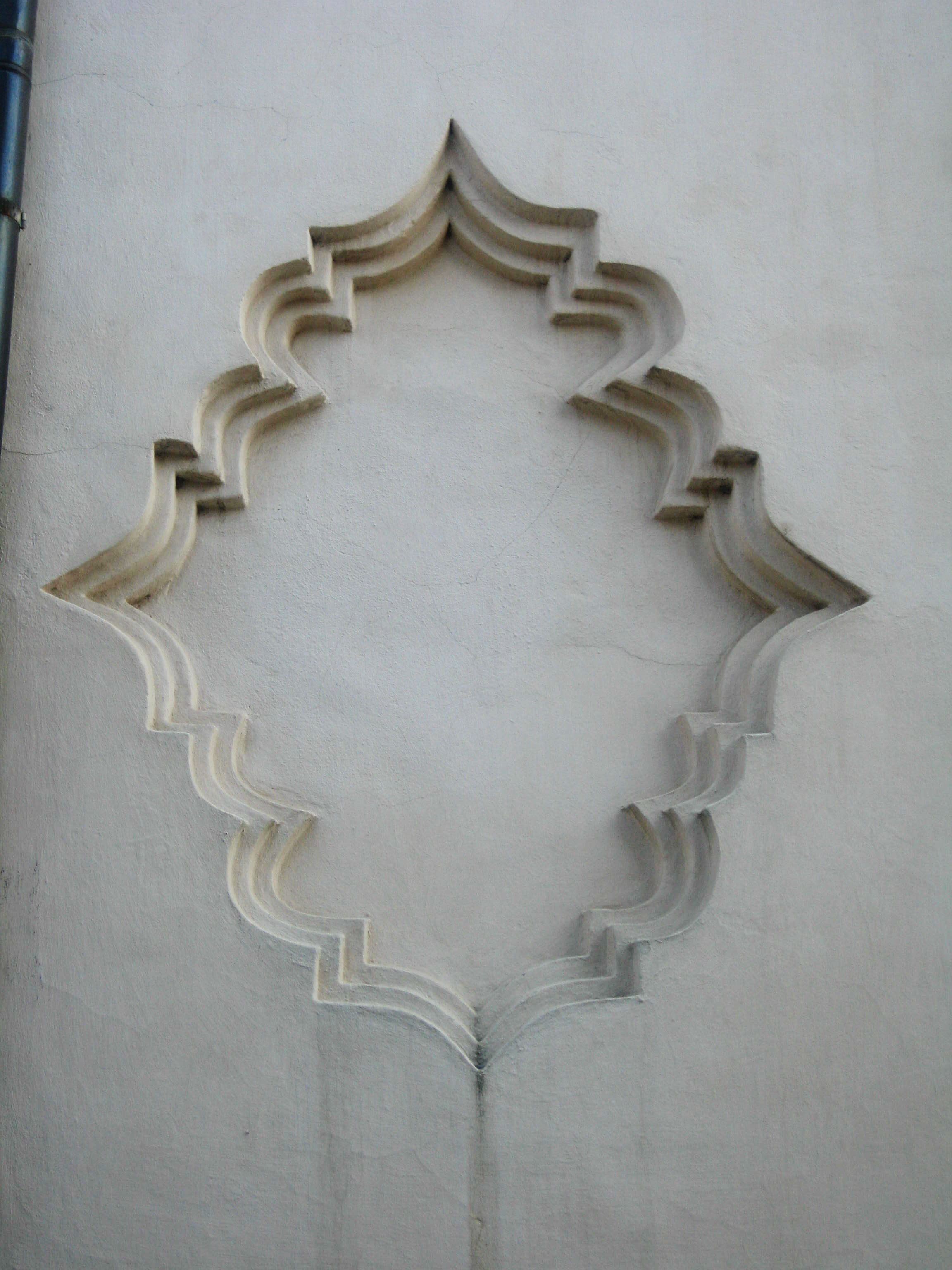
Ocniţă polilobată
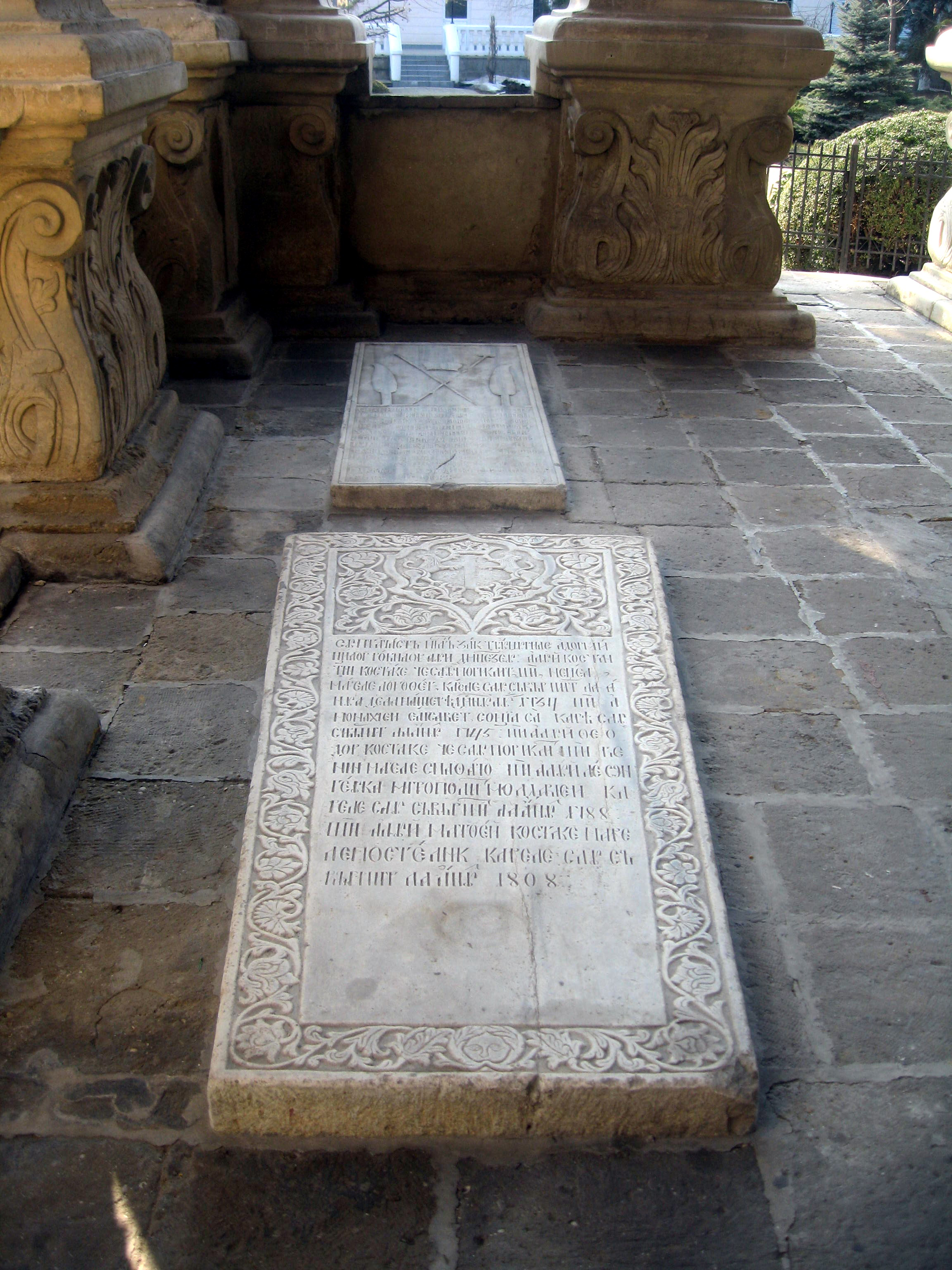
Pietrele funerare ale mitropoliţilor Gavriil Callimachi (în plan depărtat) şi Leon Gheucă (în plan apropiat)
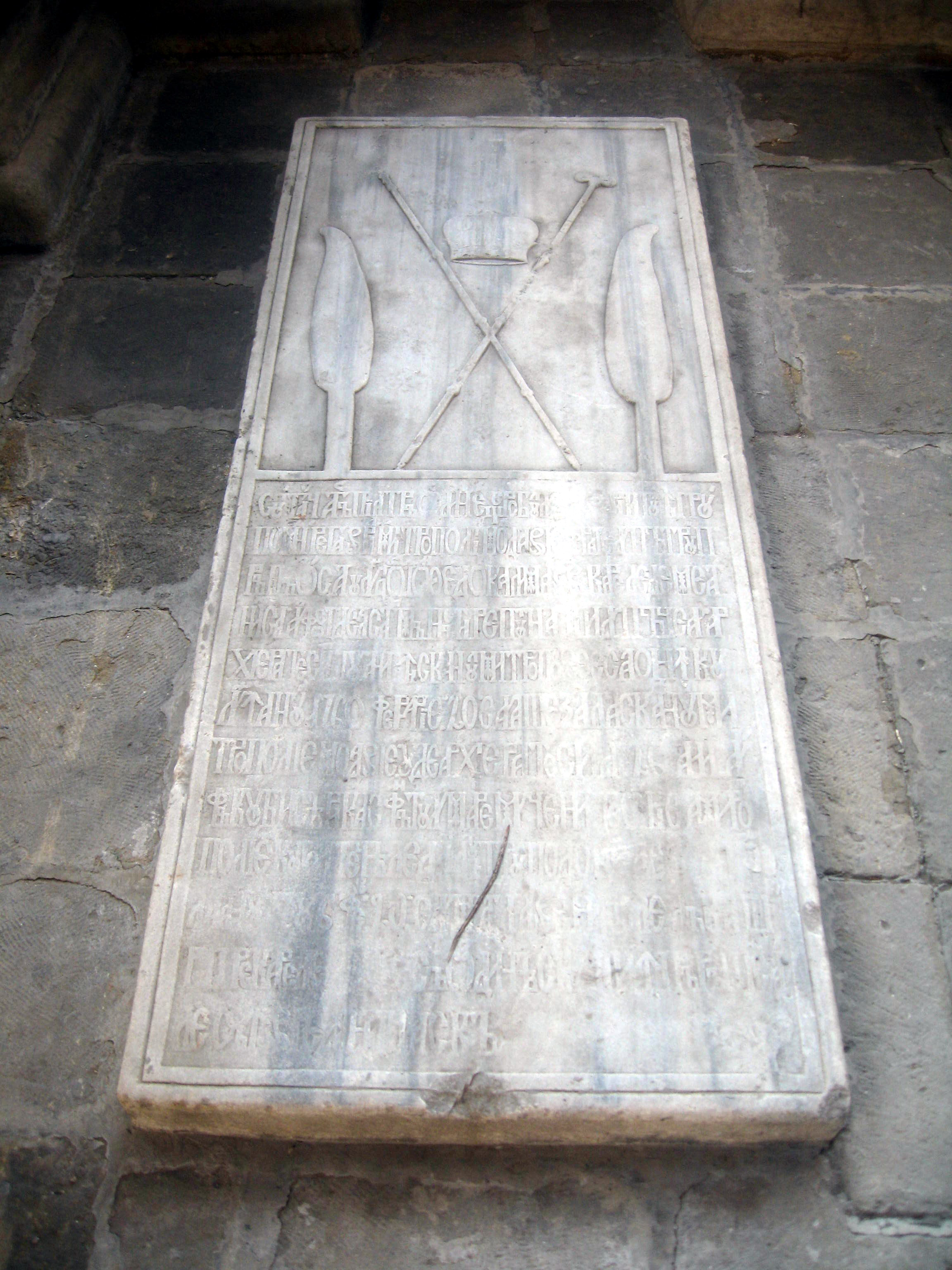
Piatra de mormânt a mitropolitului Gavriil Callimachi
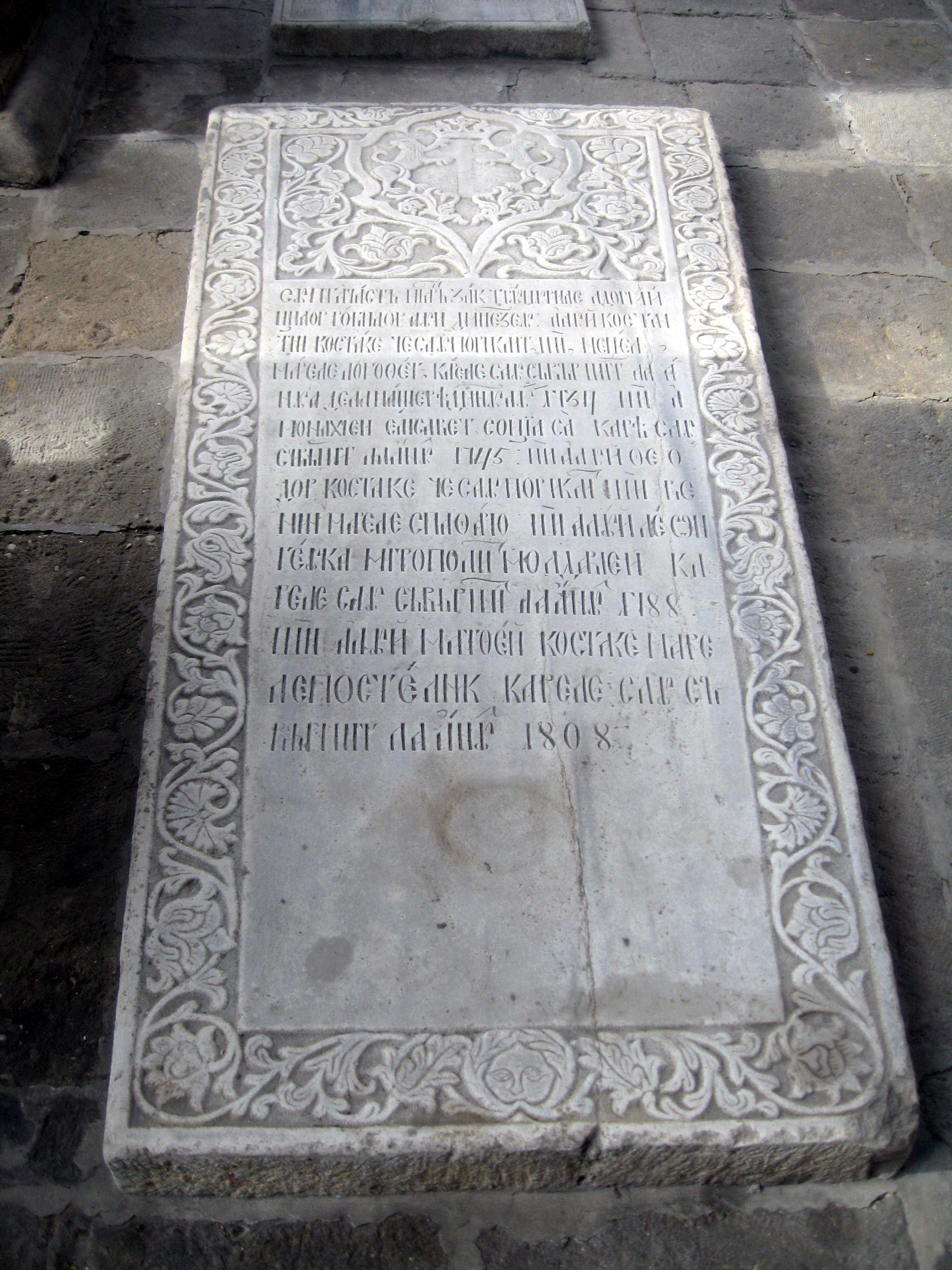
Piatra de mormânt a mitropolitului Leon Gheucă şi a unor rude ale mitropolitului Veniamin Costachi
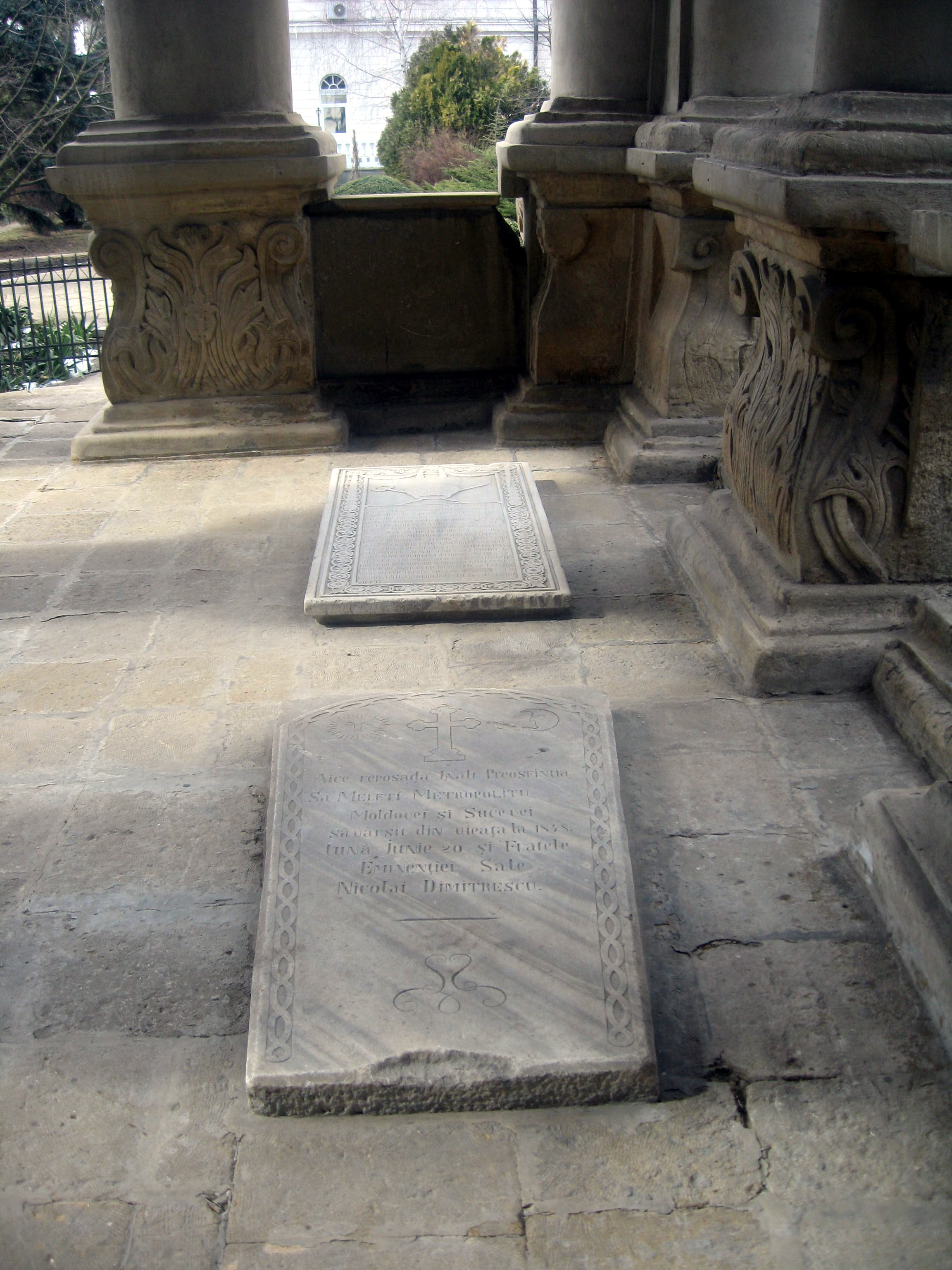
Pietrele funerare ale mitropoliţilor Iacov Stamate (în plan depărtat) şi Meletie Lefter (în plan apropiat)
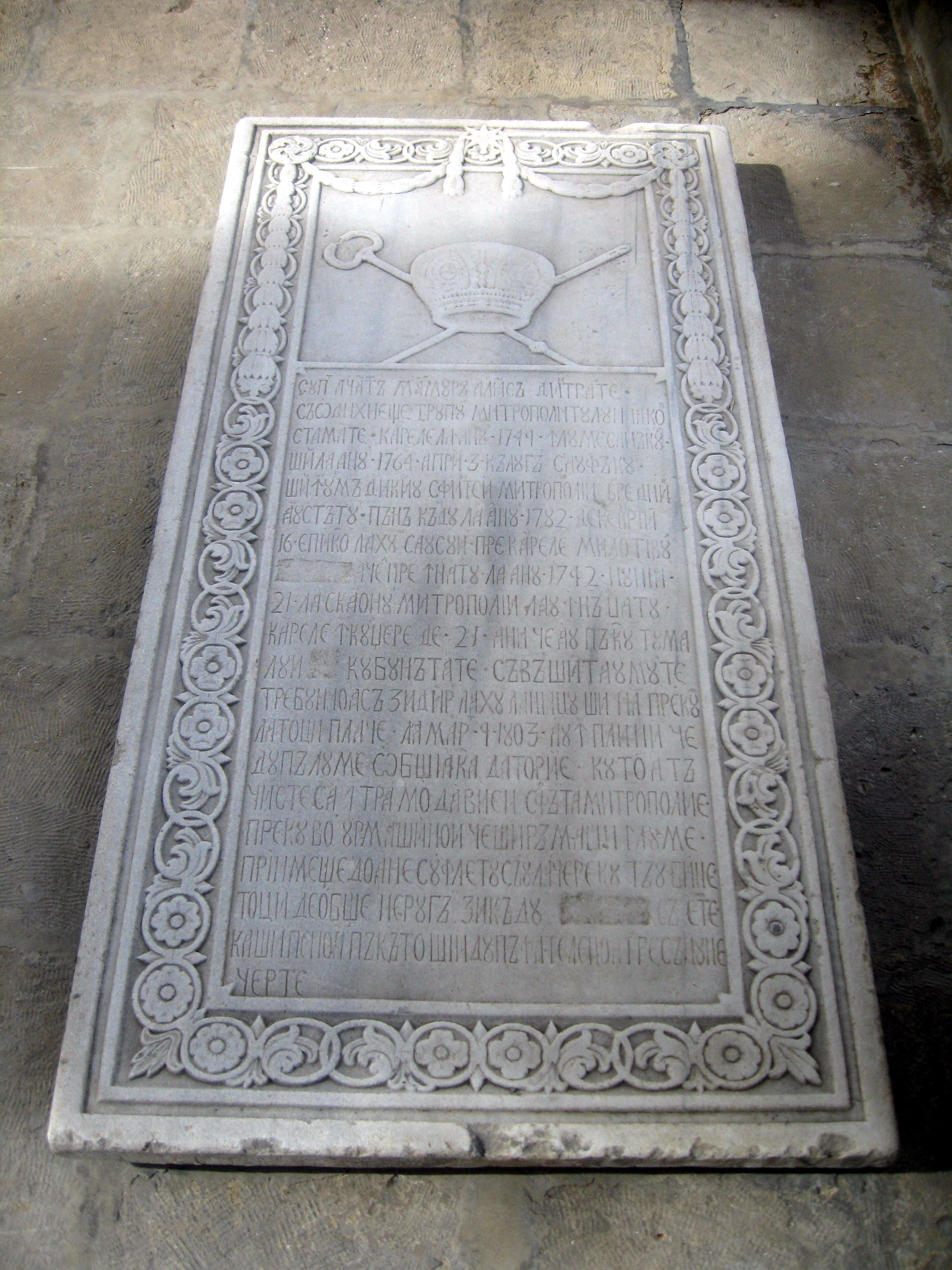
Piatra de mormânt a mitropolitului Iacov Stamate
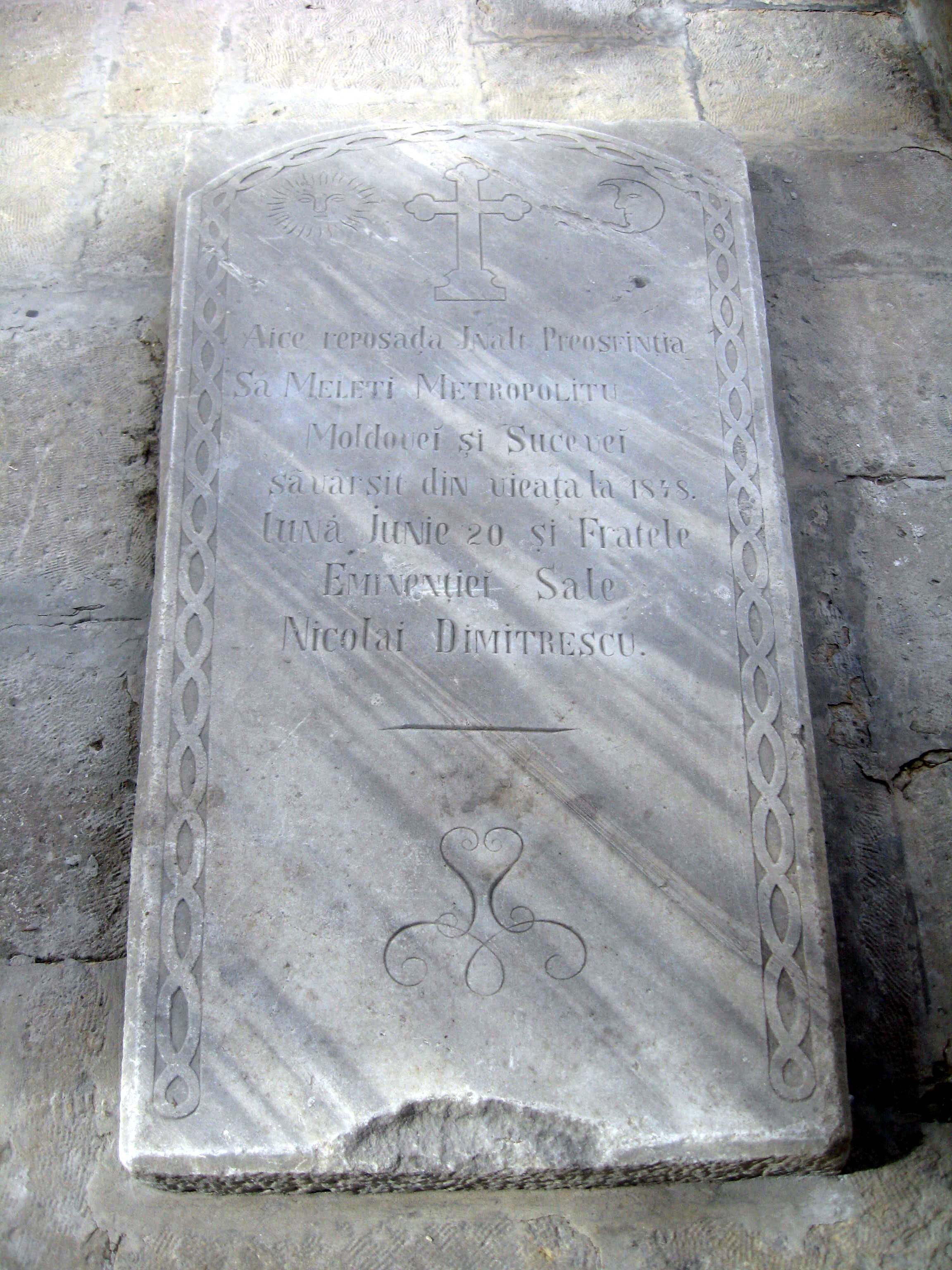
Piatra de mormânt a mitropolitului Meletie Lefter
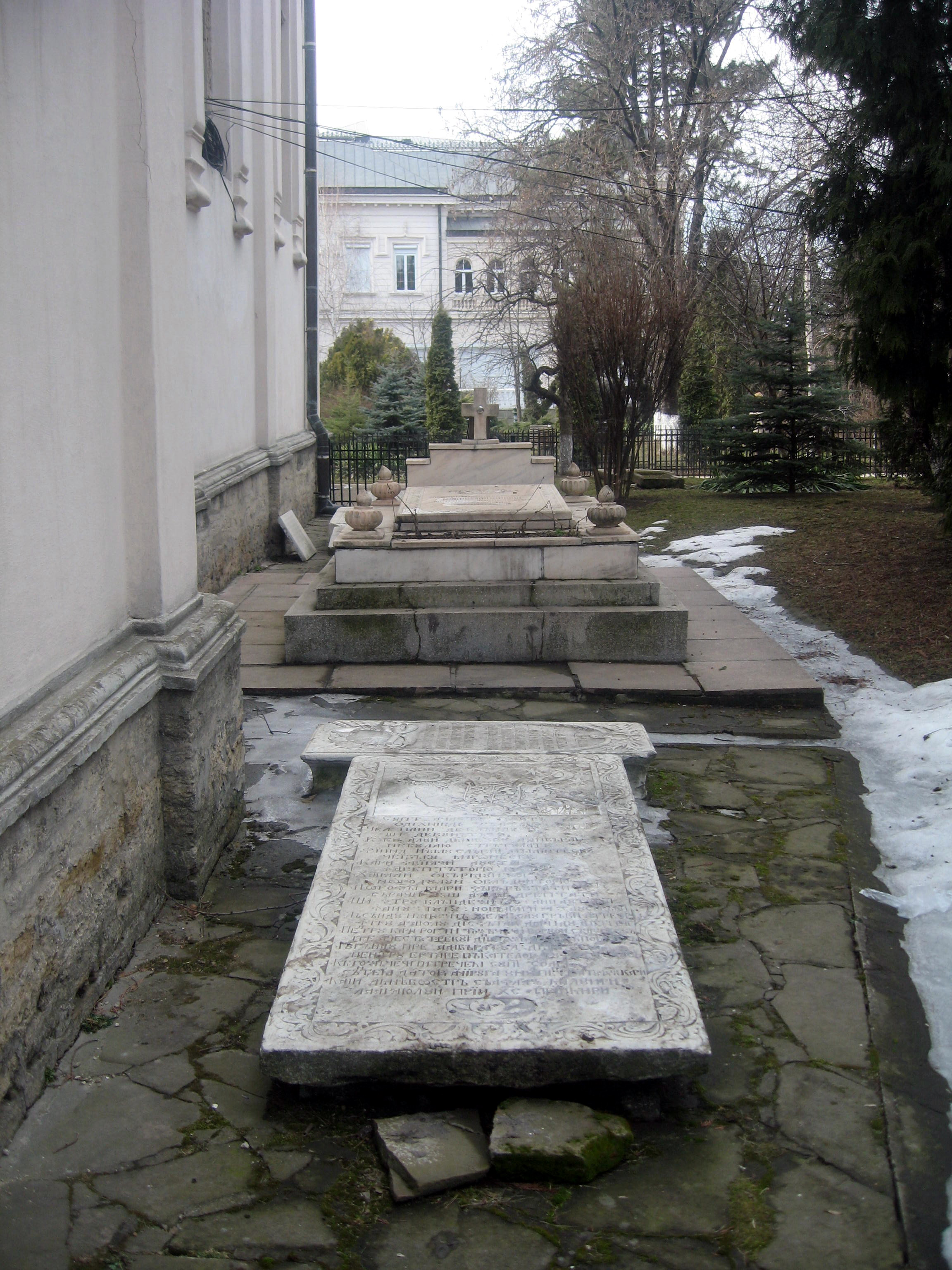
Pietre funerare aflate lângă zidul nordic al bisericii
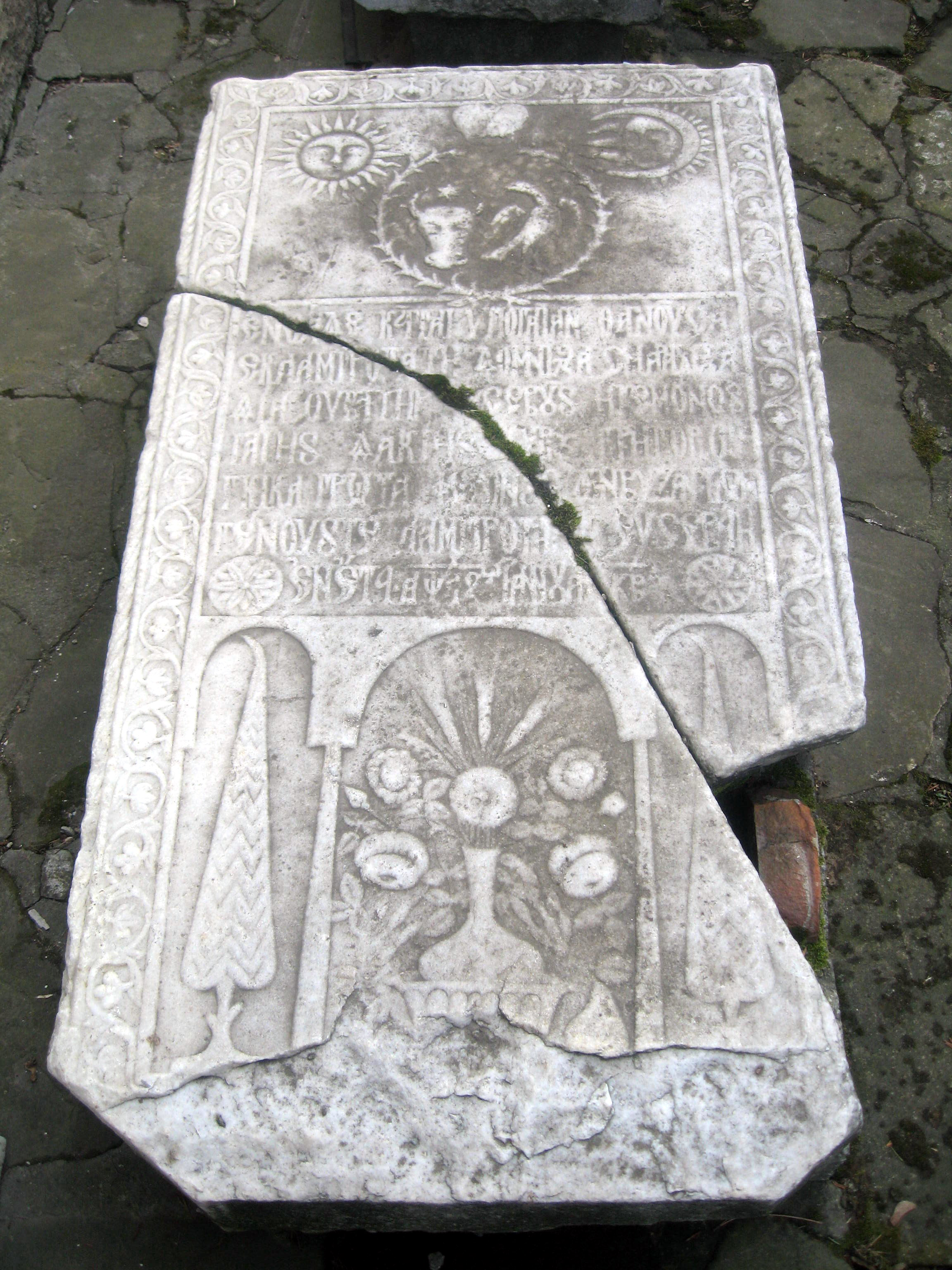
Piatra de mormânt a domniţei Smaranda Ghica
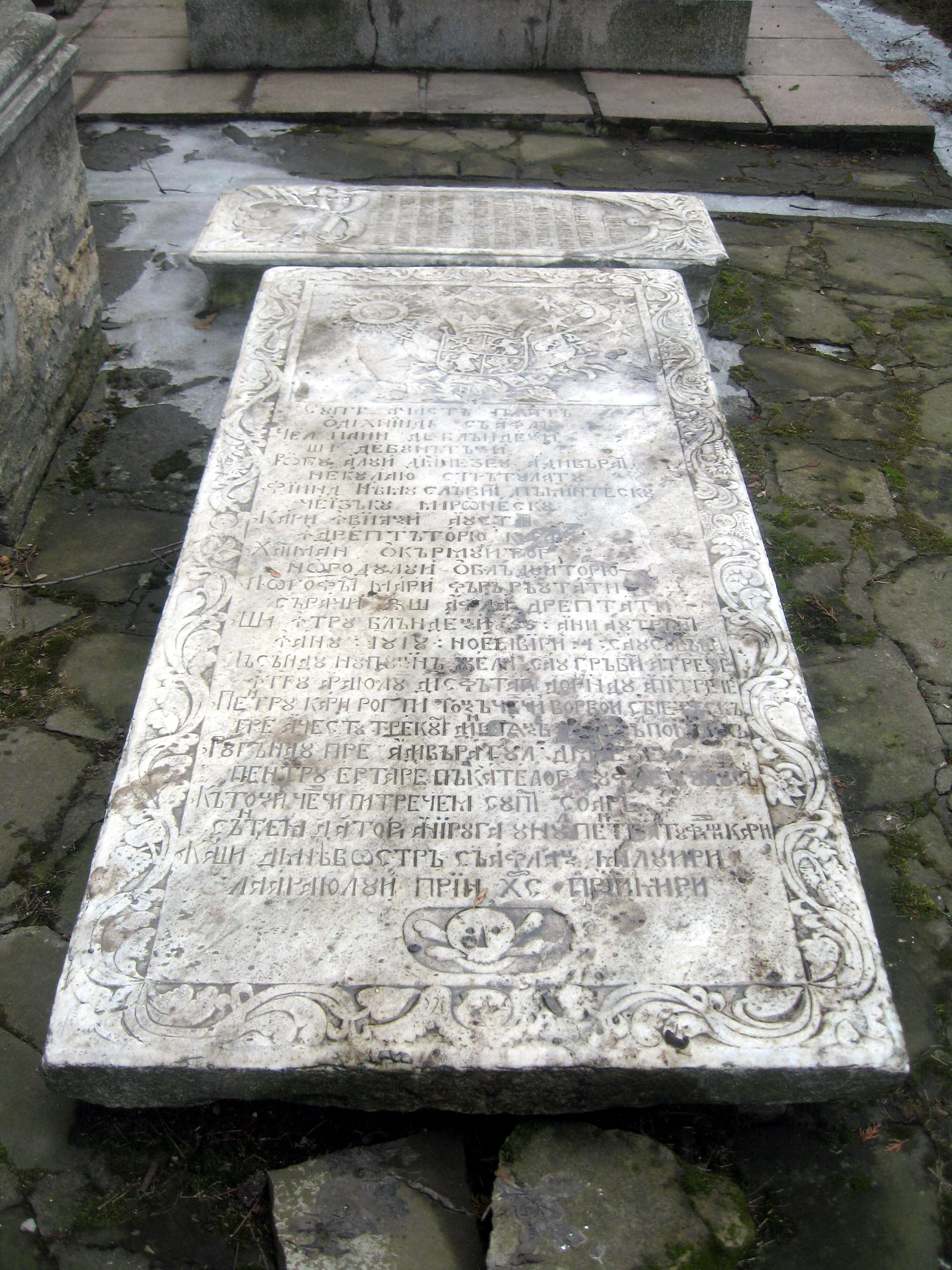
Piatra de mormânt a hatmanului Nicolae Stratulat
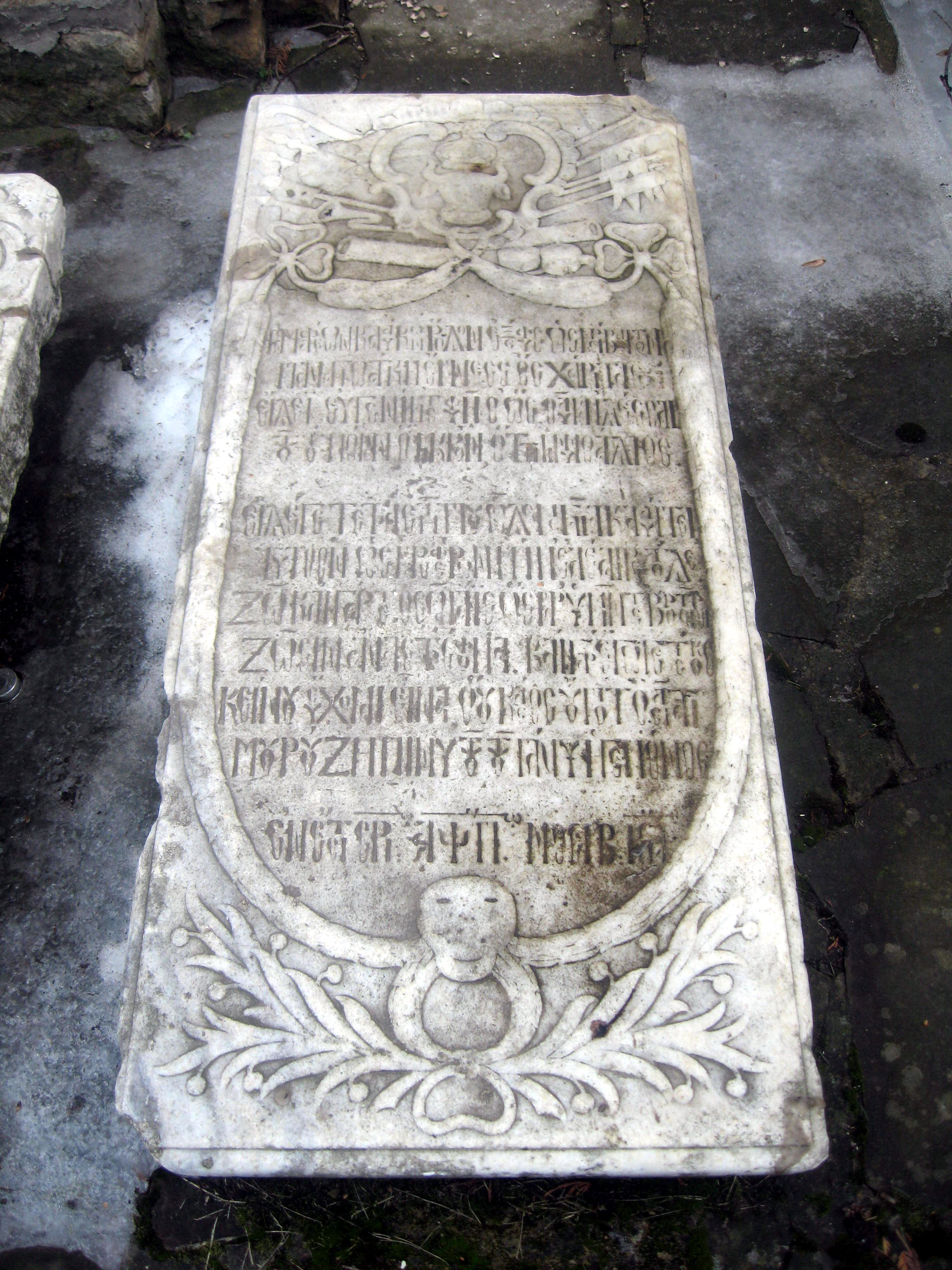
Piatra de mormânt a unei domniţe
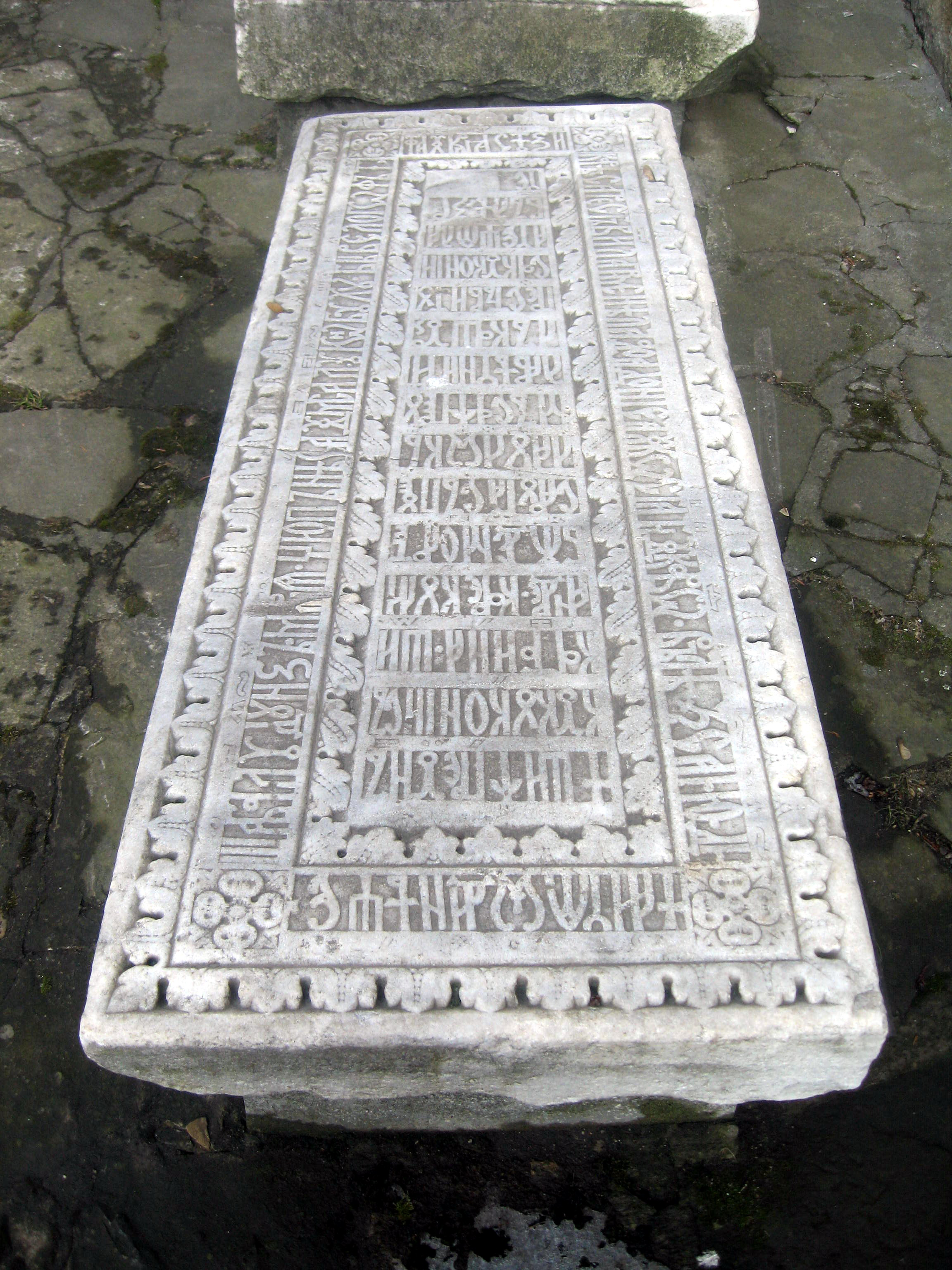
Piatra de mormânt a soţiei logofătului Ioan Buhuş
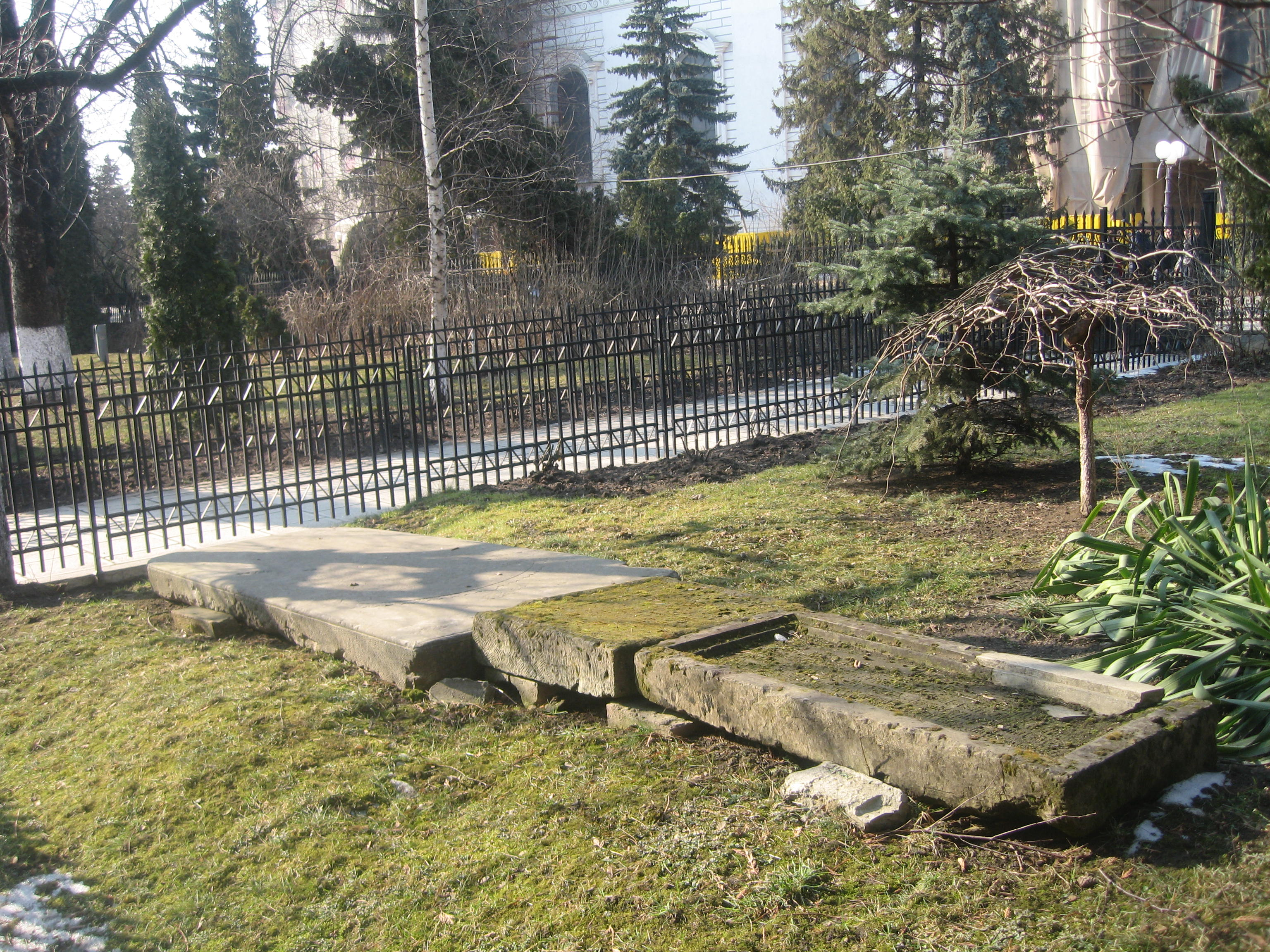
Pietre de mormânt vechi aflate în curtea bisericii
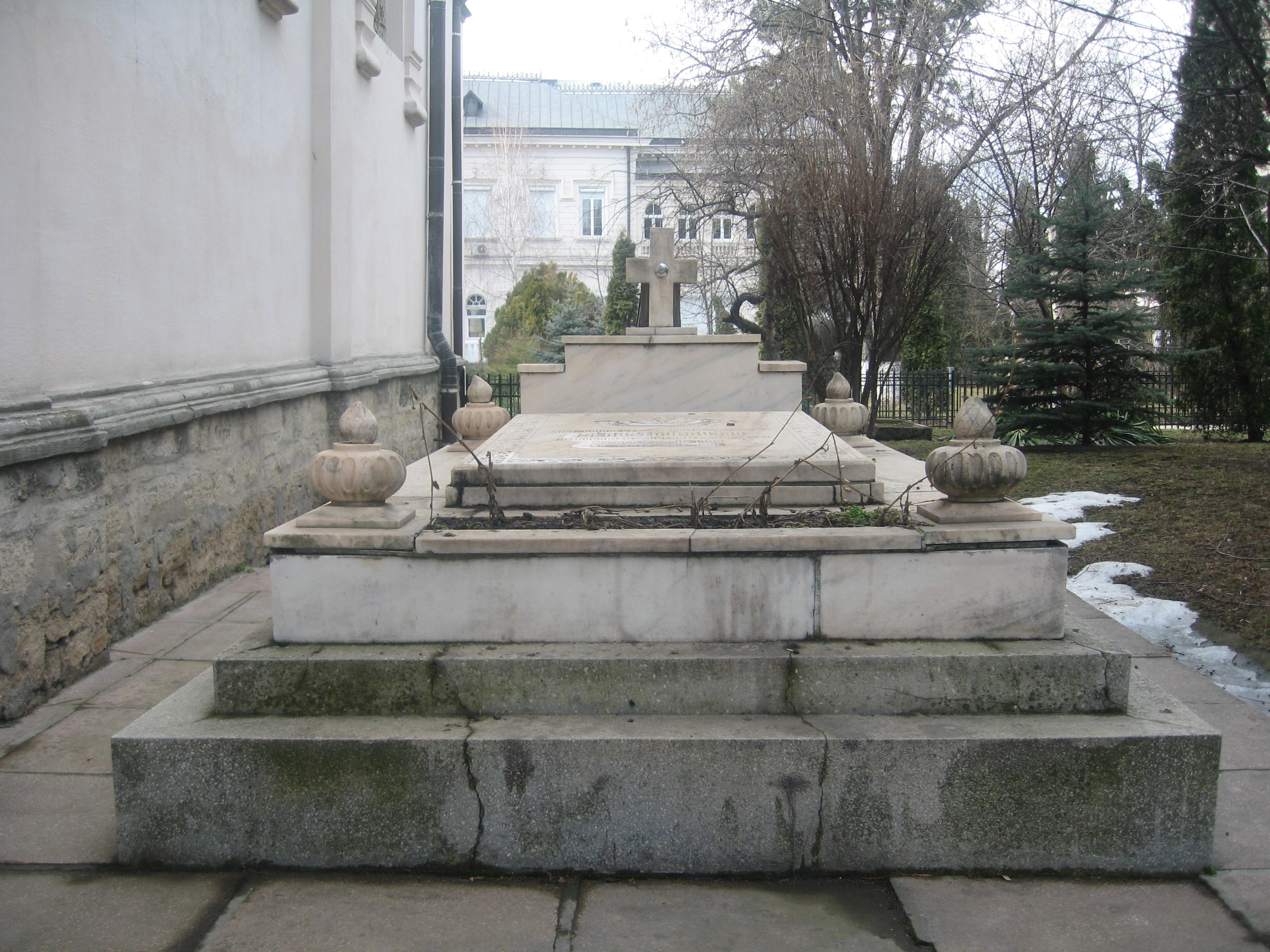
Mormântul mitropolitului Sebastian Rusan